# Patagotitan
Patagotitan is een geslacht van reusachtige plantenetende sauropode dinosauriërs behorend tot de Titanosauriformes. Het leefde tijdens het late Onder-Krijt (Laat-Albien, ongeveer 101,62 ± 0,18 miljoen jaar geleden) in het gebied van de huidige provincie Chubut (Patagonië, Argentinië). De enige benoemde soort van het geslacht, Patagotitan mayorum, is de tot nu toe grootste beschreven en een van de meest volledig bekende soorten Titanosauria, en de tot nu toe grootste bekende dinosauriër.

## Vondst en naamgeving
In 2008 werden op de La Flecha Farm van de familie Mayo, ongeveer 250 km ten westen van Trelew in de Argentijnse provincie Chubut, de eerste beenderen (een deel van een dijbeen) van een dinosauriër, die in 2017 de naam Patagotitan mayorum zou krijgen, als dusdanig herkend door de landarbeider Aurelio Hernández. "Patago" is afgeleid van Patagonië, een gebied in het uiterste zuiden van Zuid-Amerika, dat het zuiden van zowel Chili als Argentinië omvat, en van "titan", een god uit de Griekse mythologie die grote omvang en kracht symboliseert. De geslachtsnaam Patagotitan betekent dus "titaan van Patagonië". De soortaanduiding mayorum eert de familie Mayo voor hun gastvrijheid op de La Flecha Farm tijdens de opgravingen. De vondst werd gerapporteerd aan P. Puerta van het Museo Paleontológico Egidio Feruglio (MPEF). De opgravingen werden door paleontologen van dit museum uitgevoerd, onder leiding van Jose Luis Carballido en Diego Pol. In december 2012 vond een voorbereidende paleontologische expeditie plaats en tijdens een volgende expeditie in januari 2013 werden de eerste fossiele beenderen blootgelegd en geborgen, waaronder een schaambeen (catalogusnummer MPEF-PV 3399/40-4) en het grootste dijbeen (238 cm lengte) (MPEF-PV 3399/44) van de paleontologische site op La Flecha Farm. Met gedeeltelijke financiering door The Jurassic Foundation werden zeven expedities uitgevoerd tussen januari 2013 en februari 2015, waarbij meer dan tweehonderd fossielen, onder meer 57 tanden van Theropoda en ongeveer 130 beenderen van Sauropoda geborgen werden. Alle sauropode beenderen zijn toegeschreven aan Patagotitan mayorum. Ze zijn afkomstig uit dezelfde groeve, La Flecha (FLV), maar uit drie verschillende beenderhoudende lagen (FLV1, FLV2 en FLV3). Op hetzelfde niveau, op driehonderd meter ten westen van de eerste groeve, werd een tweede kleine groeve geopend (FLV4). Hier werd een aaneengesloten reeks van acht staartwervels blootgelegd met de bijbehorende chevrons in anatomische positie, evenals twee schaambeenderen. Sommige beenderen wogen meer dan 500 kg. Het was dus een zware opgave om deze over dikwijls zwaar geaccidenteerd terrein naar de dichtstbijzijnde stad op drie uur rijden van de vindplaatsen te verplaatsen. In 2016 werd een afgietsel van het skelet opgesteld in het American Museum of Natural History te New York. Omdat het door zijn lengte van 37 meter niet in één zaal paste, reikte een deel van de nek met de gereconstureerde schedel tot in de ontvangsthal van het museum.
In 2017 werd de enige soort van het geslacht Patagotitan en eveneens de typesoort Patagotitan mayorum Carballido et al., 2017 beschreven en benoemd door José Luis Carballido, Diego Pol, Alejandro Otero, Ignacio Alejandro Cerda, Leonardo Salgado, Alberto Carlos Garrido, Jahandar Ramezani, Néstor Ruben Cúneo en Javier Marcelo Krause.
In 2020 werden de ledematen meer in detail beschreven.

## Geologie

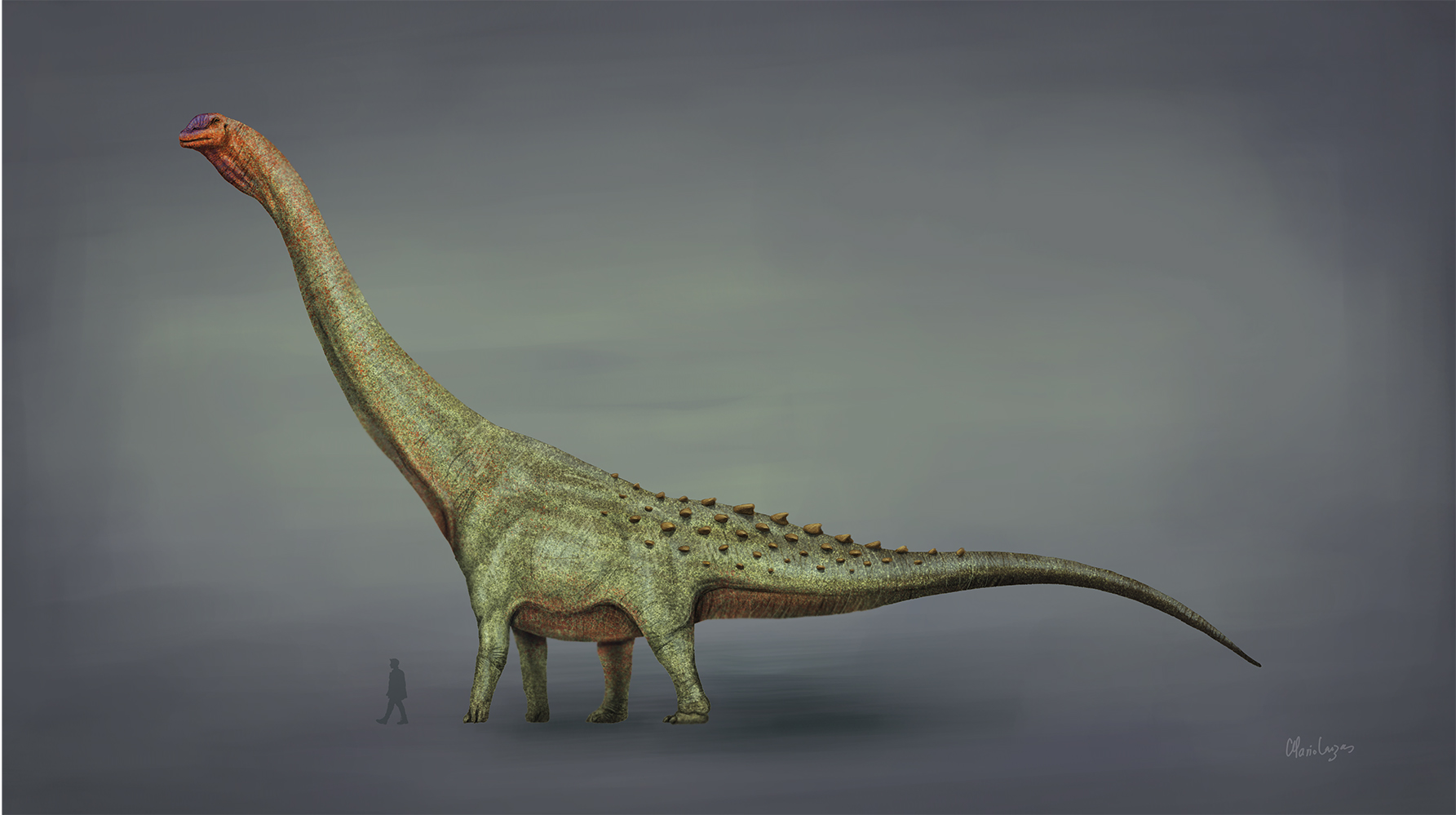
Patagotitan mayorum

De La Flecha-groeve maakt deel uit van de Cerro Barcino-formatie (ook wel de Gorro Frigio-formatie genoemd). Deze formatie is het bovenste deel van de Chubut Group (Cañadón Asfalto Basin). De Krijtontsluitingen van de Chubut Group strekken zich van het midden en zuiden van de provincie Chubut tot het noorden van Santa Cruz uit. De Cerro Barcino-formatie beslaat de etages Hauterivien, Barremien, Aptien en Albien (132,9 tot 100,5 miljoen jaar geleden) uit het Onder-Krijt en de etage Cenomanien (100,5 tot 93,9 miljoen jaar geleden) uit het Boven-Krijt.
De Cerro Barcino-formatie werd afgezet in het centrale deel van de provincie Chubut en is een voornamelijk fluviatiele formatie, rijk aan pyroclastisch gesteente. De afzetting gebeurde tijdens een periode van plaatselijke tektonische daling (subsidentie), waarbij opeenvolgende, in dikte variërende lagen als de lagen van een cake op elkaar gestapeld werden. Afzonderlijke zandsteenconcentraties, die de opvulling vertegenwoordigen van paleorivierkanalen vervat in door vulkanische as gedomineerde afzettingen van een overstromingsvlakte, kenmerken de formatie. Het voorkomen van Ostracoda en in zoet water levende groene algen (Charophyta) in fijnkorrelige sedimenten van de Cerro Barcino-formatie wijst op de ontwikkeling van tijdelijke waterlichamen. Een waterlichaam is een onderscheiden oppervlaktewater van aanzienlijke omvang, zoals een meer, een stroom, een rivier, een strook kustwater enz. Codignotto et al. heeft de Cerro Barcino-formatie in vijf members onderverdeeld, van oud naar jong: Puesto La Paloma, Cerro Castaño, Las Plumas en Puesto Manuel Arce/Bayo Overo. Een member is een deel van een formatie met een lithologische samenstelling die verschilt van de rest van die formatie. De La Flecha-groeve maakt deel uit van de Cerro Castaño Member, waarvan de samenstelling sterk beïnvloed werd door fall-out van vulkanische as. Reeds in 2000 rapporteerden Rich et al. en in 2004 Cladera et al. fossielen van gewervelden. In de Cerro Castaño Member werden drie soorten fluviatiele systemen herkend die zich tijdens, kort na en lang na vulkaanuitbarstingen ontwikkelden. De La Flecha-groeve toont een eentonige opeenvolging van zandige mudstones en modderige zandsteen met dunne tussenliggende lagen tufsteen en fijnkorrelige zandsteen.

### Geochronologie
Uit het interval tussen de beenderhoudende lagen FLV1 en FLV2 van de La Flecha-groeve, meer bepaald dertig cm boven FLV1 of ongeveer 4,5 meter onder de basis van de Las Plumas Member van de Cerro Barcino-formatie, werd een staal tufsteen bevattende siltsteen verzameld voor radioisotopische datering. Zirkoonkristallen die van dit staal gescheiden werden, werden geanalyseerd door gebruik te maken van uranium-lood (U-Pb)-isotoop-dilutiemassaspectrometrie volgens de gedetailleerde procedures zoals beschreven in Ramezani et al. Tufsteenhoudende of vulkanoclastische sedimenten (vulkanische as, puimsteen en brokken gesmolten of gestolde lava) die in een continentale, fluviatiele omgeving afgezet werden, bevatten typisch geërodeerd of restgesteente afkomstig van oudere gesteenten die de bepaling van de werkelijke ouderdom van de onderzochte sedimenten bemoeilijken. De berekening van de ouderdom van het staal werd gebaseerd op de gewogen gemiddelde 206Pb/238U-ouderdom van een uit statistisch oogpunt coherente cluster van de jongste zirkoonanalyses van het staal, aangenomen dat er minstens drie van die analyses in de cluster zitten. Omdat er geen andere stratigrafische factoren zijn, buiten restgesteente afkomstig van oudere gesteenten, die de ouderdomsbepaling kunnen bemoeilijken, wordt deze gewogen gemiddelde 206Pb/238U-ouderdom geïnterpreteerd als de maximum ouderdom van de afzetting van de beenderhoudende horizonten. De zirkoonkristallen die uitgeselecteerd werden voor de analyses waren prisma's met meerdere facetten (oppervlakken). De meeste zirkoonkristallen hadden zichtbare insluitsels van gesmolten glas. Er was geen bewijs van abrasie of ronding.
Dertien zirkoonanalyses van het genomen staal ('Cenizo-P') vielen in het 206Pb/238U-ouderdomsinterval van 313,84 ± 0,19 tot 101,55 ± 0,18 miljoen jaar (Ma). De drie jongste analyses vormen een coherente cluster met een gewogen gemiddelde 206Pb/238U-ouderdom van 101,62 ± 0,11/0,14/0,18 Ma en een kwadratisch gemiddelde van gewogen afwijkingen ('MSWD' of mean square of weighted deviates) van 0,57. De ouderdom van 101,62 ± 0,18 miljoen jaar valt volgens de tijdschaal GTS2012 in de etage Albien, meer bepaald in het Laat-Albien (Laatste Onder-Krijt), en is de beste schatting van de maximum ouderdom van de beenderhoudende lagen in de La Flecha-groeve. Het stemt ook overeen met de uranium-lood-CA-TIMS-zirkoongeochronologie van de middenste en onderste intervals van de Cerro Castaño Member van de Cerro Barcino-formatie en met de "Onder"-Cenomanien-minimumouderdom van de bovenste lagen van de Chubut Group gebaseerd op SHRIMP U-Pb geochronologie. Men kan dus stellen dat de uitgerekende ouderdom van 101.62 ± 0.18 Ma het werkelijke tijdstip van de afzetting van de Cerro Castaño Member in de La Flecha-groeve redelijk benaderd. Maar door de beperkte gegevens waar men zich voor de ouderdomsbepaling op kon baseren kan niet uitgesloten worden dat het werkelijke tijdstip van afzetting van de beenderhoudende horizonten in het Boven-Krijt ligt.

## Tafonomie

Afgietsel van het skelet van Patagotitan mayorum, opgesteld in het American Museum of Natural History te New York.

### Algemeen
Volgens Carmona et al. wijzen de tafonomische kenmerken van de fossielhoudende lagen erop dat deze in een gebied met lage sedimentatiesnelheid gevormd werden. Een lage sedimentatiesnelheid betekent ook dat de kadavers vóór de uiteindelijke inbedding door bedekkende sedimenten niet door stromend water van uit een andere locatie konden aangevoerd zijn. De fijnkorrelige zandsteen, de heterolithische facies en de tufsteen bevattende siltsteen van de La Flecha-groeve worden beschouwd als zijnde afgezet tijdens sporadische overstromingen en neerslag van sedimentpartikels op een overstromingsvlakte met meanderende rivieren. De kracht van het stromend water was onvoldoende om grote beenderen te verplaatsen, zodat mechanisch transport als oorzaak van de beenderopeenhoping in de groeve niet plausibel is. De verschillende wijzen van preservatie van de beenderen en de graad van disarticulatie suggereren, vooral voor de afzonderlijk gevonden beenderen, een lange blootstelling aan de lucht. De drie verschillende beenderhoudende lagen (FLV1, FLV2 en FLV3) zijn duidelijk het resultaat van drie verschillende sterfte-evenementen. Tussen de specimina die in de beenderlagen FLV1 en FLV3 gevonden werden zijn er ook onderlinge verschillen in verweringsgraad en in preservatie. Deze verschillen worden toegewezen aan verschillende tijdstippen van blootstelling aan de lucht vooraleer de kadavers door overstromende sedimenten bedekt werden. Het MNI (Minimum Number of Individuals) van FLV1 is drie, van FLV2 is één en van FLV3 is twee.

### Beenderhoudende horizonten
De voorkant van de La Flecha-groeve is 3,43 meter hoog. De beenderen werden in drie verschillende, dicht bij elkaar gelegen horizonten gevonden. Een horizont is ofwel een gesteentelaag met een duidelijk andere lithologische samenstelling in een stratigrafische opeenvolging van sedimentaire of vulkanische gesteenten, of een onderscheiden laag of dunne gesteentelaag met een karakteristieke lithologische samenstelling of karakteristieke fossieleninhoud binnen een stratigrafische opeenvolging.
De eerste beenderhoudende horizont, FLV1, heeft een dikte van 40 cm en bevat een specimen dat gedeeltelijk in anatomisch verband ligt (catalogusnummer MPEF-PV 3399) en afzonderlijke beenderen van minstens twee andere, 10 tot 20% kleinere specimina. De meeste beenderen in FLV1 worden beschouwd als afkomstig van één individu (MPEF-PV 3399) en waren in twee dicht bij elkaar liggende clusters gegroepeerd. Een van deze clusters bevat de achterste halswervels en halswervelribben. De tweede cluster bestaat uit drie achteraan gelegen ruggenwervels, een dicht bij elkaar liggende ellepijp en spaakbeen, een dijbeen, twee zitbeenderen en twee schaambeenderen, ribben, gedeeltelijk bewaard gebleven voorste en middelste staartwervellichamen en chevrons. De afzonderlijke beenderen in FLV1 zijn een verweerd wervellichaam van een halswervel (MPEF-PV 3390), twee rechteropperarmbeenderen (MPEF-PV 3395 en MPEF-PV 3396) waarvan bij beide de beide uiteinden slecht gepreserveerd zijn, een bijna volledig dijbeen (MPEF-PV 3394) dat kleiner is dan het dijbeen van MPEF-PV 3399, twee fragmentarische kuitbeenderen van verschillende afmetingen (MPEF-PV 3391 en MPEF-PV 3392), enkele gebroken ribben en fragmenten van staartwervels. Terwijl het individu MPEF-PV 3399 goed gefossiliseerd is met beenderen in anatomisch verband, beschikken we van de twee andere specimina slechts over zwaar verweerde beenderen, onder meer de dijbeenderen en de kuitbeenderen. Alhoewel het niet kan uitgesloten worden dat sommige van deze verweerde beenderen toch van MPEF-PV 3399 afkomstig kunnen zijn, bijvoorbeeld een van de twee dijbeenderen of kuitbeenderen, moeten de andere beenderen toch tot een tweede en een derde dier behoord hebben. Een van de bijna even grote rechteropparmbeenderen MPEF-PV 3395 of MPEF-PV 3396 en het afzonderlijk gevonden dijbeen MPEF-PV 3394, dat kleiner is dan het dijbeen van MPEF-PV 3399, moeten tot het tweede en het derde individu behoort hebben.

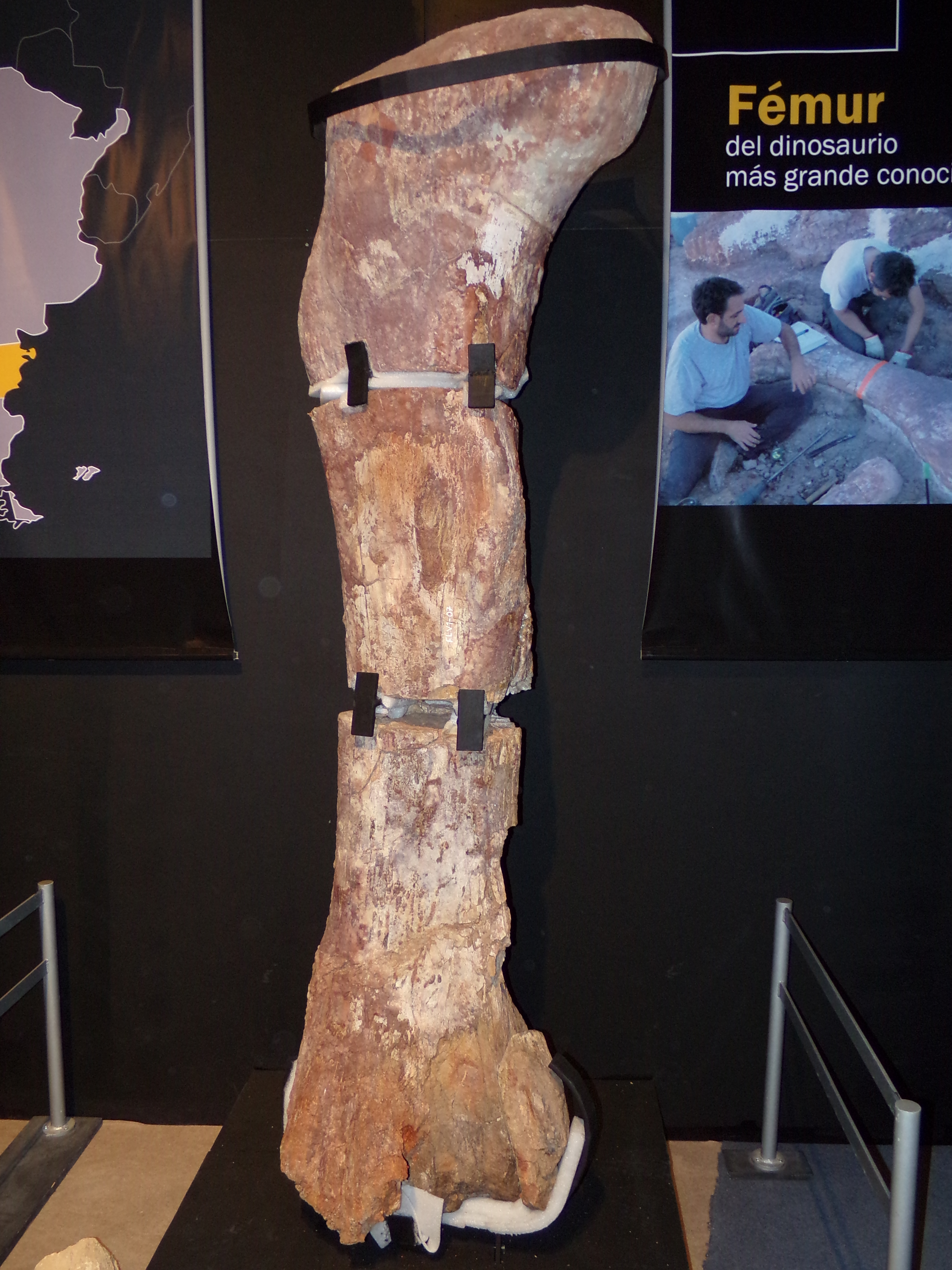
Dijbeen van het holotype MPEF-PV 3400 in het Museo Paleontolỏgico Egidio Feruglio te Trelew, Chubut, Argentinië. Laat-Albien (laat Onder-Krijt) van de Cerro Barcino-formatie, provincie Chubut, Patagonië, Argentinië.

De tweede beenderhoudende horizont, FLV2, bevindt zich één meter boven FLV1 en heeft een dikte van 30 cm. Het is fossielarm en bevat slechts drie afzonderlijke beenderresten, fragmentarische dorsale ribben die niet geborgen werden en een afzonderlijk rechteropperarmbeen (MPEF-PV 3397) dat goed gefossiliseerd en het grootste opperarmbeen van de La Flecha-groeve is.
De derde horizont, FLV3, bevindt zich 40 cm boven FLV2 en is 35 cm dik. FLV3 bevat het holotype (MPEF-PV 3400) van Patagotitan mayorum Carballido et al. 2017 en de verspreide beenderen van nog minstens één dier, onder meer het derde dijbeen (MPEF-PV 3394) van de drie dijbeenderen die in FLV3 gevonden werden. Dit derde dijbeen is slecht gepreserveerd en draagt sporen van vertrappeling op het verpletterde proximale uiteinde. Het holotype MPEF-PV 3400, een gedeeltelijk skelet zonder de schedel, is heel goed bewaard gebleven met meerdere beenderen in anatomische positie. Het is hierdoor, en omdat het autapomorfe kenmerken draagt die de soort definiëren, dat het als holotype geselecteerd werd. Het bestaat uit twee voorste halswervels, een reeks van acht ruggenwervels, zes vooraan gelegen staartwervels, het rechterschouderblad en coracoid (dus het rechter scapulacoracoid), de beide borstbeenderen, de beide schaambeenderen, de beide dijbeenderen, ribben en drie chevrons. De schaam- en dijbeenderen lagen dicht bij elkaar, maar niet in anatomische positie. Hetzelfde geldt voor onder meer het coracoid en het schouderblad en de twee borstbeenplaten. Drie vooraan gelegen staartwervels, de nummers 3-4-5, met hun corresponderende chevrons (de eerste en tweede chevrons), lagen in anatomisch verband.
Het meest volledige paratype draagt het catalogusnummer MPEF-PV 3399. Dit specimen is gedeeltelijk in anatomisch verband en bestaat uit zes achterste halswervels, één voorste, één middelste en twee achterste ruggenwervels, één voorste en zestien achterste staartwervels, ribben en chevrons, een linkerellepijp, een linker spaakbeen, de beide zitbeenderen, de linkerschaambeenderen en een linkerdijbeen. Bijkomende paratypes zijn een afzonderlijk gevonden tand (MPEF-PV 3372), een afzonderlijk gevonden achterste staartwervel (MPEF-PV 3393), twee linkeropperarmbeenderen (MPEF-PV 3395 en MPEF-PV 3396), een rechteropperarmbeen (MPEF-PV 3397), een linker- (MPEF-PV 3375) en een rechterdijbeen (MPEF-PV 3394) en twee deels gepreserveerde kuitbeenderen (MPEF-PV 3391 en MPEF-PV 3392). In totaal werden in de La Flecha-groeve de beenderen van zes individuen aangetroffen.

## Beschrijving

### Wervels

#### Halswervels
Negen halswervels zijn gepreserveerd, zowel voorste, middelste als achterste. De achterste zijn slecht bewaard gebleven en zijn van voor naar achter samengedrukt. De wervellichamen van de voorste en middelste halswervels zijn sterk verlengd. Ze hebben geen pleurocoelen, maar pneumatoporen aan de zijkant. Dit zijn gaten waardoorheen uitlopers van luchtzakken het holle binnenste van de wervel bereikten. Pleurocoelen zijn gepaarde holle depressies op de zijkanten van de wervels van Dinosauria die dienen om het gewicht van de wervels te verminderen zonder aan stevigheid in te boeten. De voorste en middelste halswervels hebben enkelvoudige doornuitsteeksels die vanuit het midden naar de zijkant samengedrukt zijn. Bij Patagotitan is het door slechte preservering niet mogelijk te bepalen of de achterste halswervels zijwaarts verbrede doornuitsteeksels hadden, zoals bij Mendozasaurus, Futalognkosaurus en Ligabuesaurus. De achterste halswervels hebben diepe pleurocoelen die in het inwendige, geperforeerde beenweefsel uitkomen.

#### Ruggenwervels

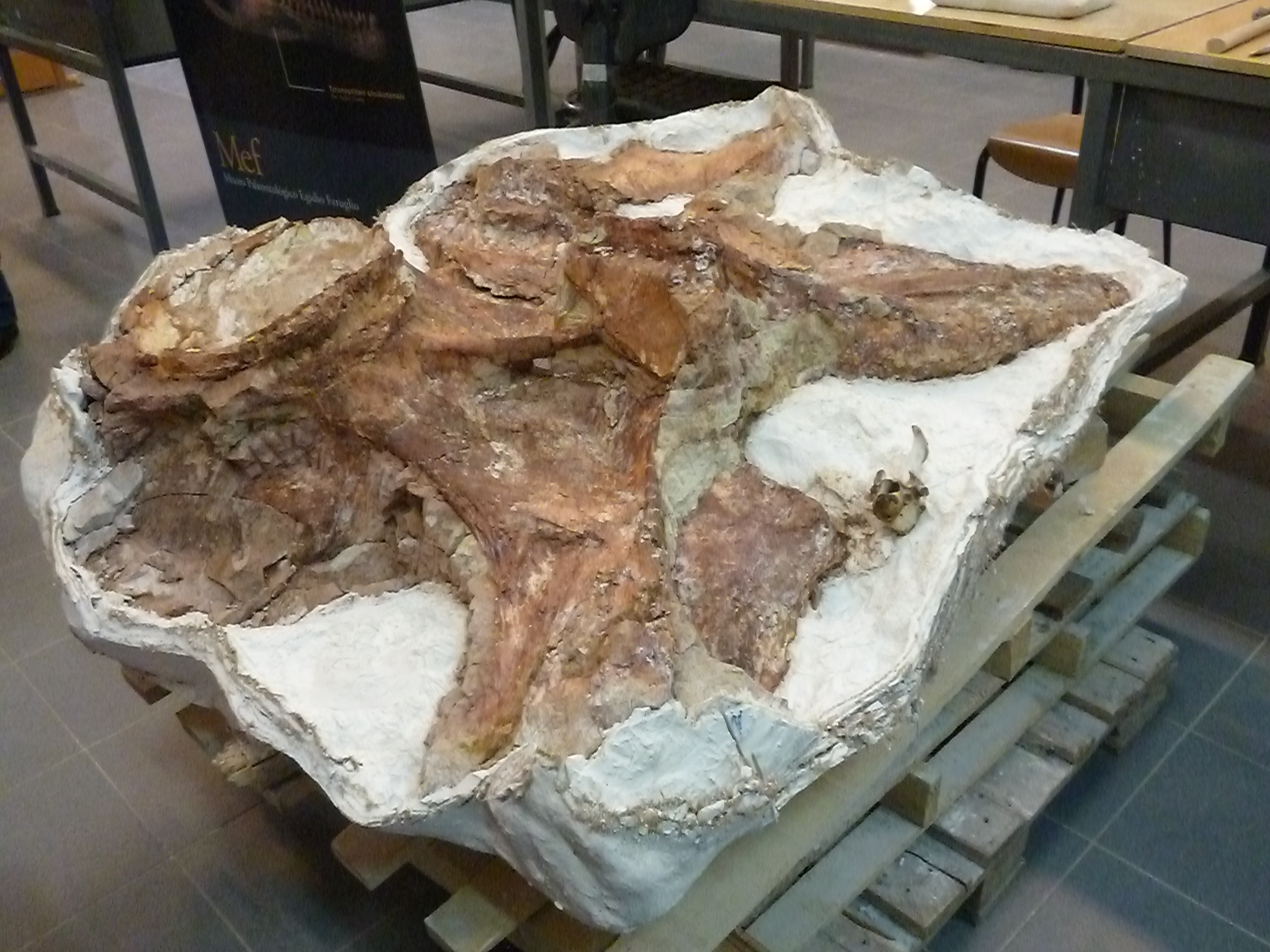
Ruggenwervel in het Museo Paleontolỏgico Egidio Feruglio te Trelew, Chubut, Argentinië. Laat-Albien (laat Onder-Krijt) van de Cerro Barcino-formatie, provincie Chubut, Patagonië, Argentinië.

Alle ruggenwervels hebben diepe pleurocoelen die in het inwendige, geperforeerde beenweefsel uitkomen. Afgaande op de morfologische verschillen tussen de dorsale wervels kunnen negen verschillende wervels geïdentificeerd worden. Gebaseerd op vergelijkingen met de ruggenwervels van andere Titanosauria, en in de veronderstelling dat er tien ruggenwervels waren zoals bij de nauw verwante Futalognkosaurus en voor de meeste titanosauriërs waarvan de ruggenwervels volledig zijn, zijn alle ruggenwervels van Patagotitan aanwezig met de uitzondering van de vierde ruggenwervel. Een ruggenwervel van het holotype en een ruggenwervel van het meest volledige paratype worden beschouwd als de derde ruggenwervel. Deze beide wervels hebben gemeenschappelijke, algemene morfologische kenmerken en een merkwaardige combinatie van karakteristieken: het voorkomen van een hyposfeen achteraan en de afwezigheid van een hypantrum vooraan. De afwezigheid van hyposfeen-hypantrum-gewrichten in de andere middelste en achterste ruggenwervels toont aan dat dit extra gewricht alleen tussen de derde en vierde ruggenwervel van Patagotitan aanwezig was, dit in de veronderstelling dat in de niet-bewaarde vierde ruggenwervel een hypantrum aanwezig was. Omdat het hyposfeen-hypantrumgewricht tijdens de evolutie van de Sauropoda verloren ging, is het behoud van dit plesiomorf 'gewricht' tussen de derde en vierde ruggenwervel een voorheen onbekend verschijnsel onder sauropoden. Het behoud van dit extra gewricht in de voorste en middelste wervels van Patagotitan is evolutionair intrigerend. Het kan echter verband houden met de biomechaniek die volgt uit de extreme grootte van het dier, omdat de positie waar het extra gewricht zich bevindt hetzelfde gebied is als de anatomische positie van het schouderblad en het punt met de meeste wringspanning, zoals vastgesteld bij andere sauropoden. Laminae zijn in de ruggenwervels van Patagotitan goed ontwikkeld. Bij Argentinosaurus zijn deze minder ontwikkeld. De doornuitsteeksels van de ruggenwervels zijn hoog en dragen dunne en lange prespinale en postspinale laminae en driehoekige vleugelvormige uitsteeksels, identiek aan die van Argentinosaurus.

#### Staartwervels
De eerste staartwervel heeft vooraan een vlak gewrichtsoppervlak en een bij uitstek convex (bol) achterste gewrichtsvlak, terwijl de wervellichamen van de volgende staartwervels procoel zijn (hol van voren). De gewrichtsmorfologie van de eerste staartwervel van de twee meest volledige specimina van Patagotitan (MPEF-PV 4000 en MPEF-PV 3399) is uniek onder Titanosauria omdat deze verschilt van de morfologie van de procoele voorste staartwervels van andere basale titanosauriërs, zoals bijvoorbeeld Futalognkosaurus en de biconvexe (voor- en achteraan bol) staartwervels bij vele Lithostrotia en verwante genera, zoals bijvoorbeeld Dreadnoughtus. Het wervellichaam van de voorste en middelste staartwervels heeft een opvallend concaaf (hol) lateraal oppervlak. De achtste staartwervel heeft een onmiskenbaar hoog dwarsuitsteeksel dat gevormd wordt door een breed stuk, zijdelings uitstekend been. Dit uitsteeksel is tot minstens de achtste staartwervel aanwezig en ontbreekt bij de middelste staartwervels. Tussen de achtste staartwervel en de middelste staartwervels kan het niet aangetoond worden. Het dwarsuitsteeksel van Patagotitan heeft een zekere gelijkenis met het vleugelvormige dwarsuitsteeksel bij Diplodocoidea. Bij Patagotitan is de dorsale rand van het dwarsuitsteeksel veel korter dan de ventrale rand. Bij Diplodocoidea heeft het dwarsuitsteeksel een opmerkelijk lange dorsale rand die even lang is als de ventrale rand en dorsolateraal (aan de zijkant van de rugzijde) georiënteerd is. De morfologie van het dorsoventraal (aan de onderkant van de rugzijde) hoge dwarsuitsteeksel van de voorste staartwervels van Patagotitan vertoont gelijkenis met dezelfde morfologie bij Futalognkosaurus en Mendozasaurus. Maar het verschilt van het dorsoventraal lage dwarsuitsteeksel bij basale Macronaria zoals Tastavinsaurus, Camarasaurus en Brachiosaurus en andere titanosauriërs, zoals Notocolossus en Dreadnoughtus. De doornuitsteeksels van de voorste staartwervels zijn opvallend hoog (1,5 keer de hoogte van de wervellichamen) en breed en verschillen van de smalle doornuitsteeksels die algemeen zijn bij titanosauriërs buiten de klade Lognkosauria, zoals Epachthosaurus, Dreadnoughtus en Malawisaurus. De voorste staartwervels hebben dunne overlangse laminae die dorsaal divergeren vanuit de prespinale en postspinale laminae. Dit kenmerk werd voorheen als een autapomorfie voorgedragen voor het geslacht Bonitasaura. De dorsale rand van het doornuitsteeksel van de voorste staartwervels is opvallend concaaf. Hierdoor wordt een kleine gevorkte stekel gevormd waarvan de laterale tippen naar voren gericht zijn. Dit is een onderscheidend kenmerk van Patagotitan, vastgesteld in de specimina MPEF-PV 3400 en MPEF-PV 3399.
De morfologie van de staartwervels vertoont meerdere aanpassingen ten opzichte van deze morfologie bij voorouderlijke titanosauriërs wat betreft de aanhechtingspunten van de staartspieren, zoals bijvoorbeeld het groot primair lateraal oppervlak van de wervellichamen, de hoge en brede doornuitsteeksels en de hoge dwarsuitsteeksels.
Uit dunne beenplaatjes die uit de hoge dwarsuitsteeksels en uit de dorsale tip van de doornuitsteeksels van de staartwervels genomen werden blijkt dat het primair been van de cortex uit avasculair beenweefsel bestaat dat door ruwe vezels van Sharpey gevormd wordt. De apomorfe vorm van het transversale uitsteeksel zorgt voor een vergroting van de aanhechtingsplaatsen van de staartspieren musculus caudofemoralis longus, musculus ilio-ischiocaudalis en musculus spinalis. Dit kenmerk wijst op aanpassingen aan het spierapparaat en op een toename van staartspiermassa als gevolg van de gigantische lichaamsafmetingen.

### Schoudergordel

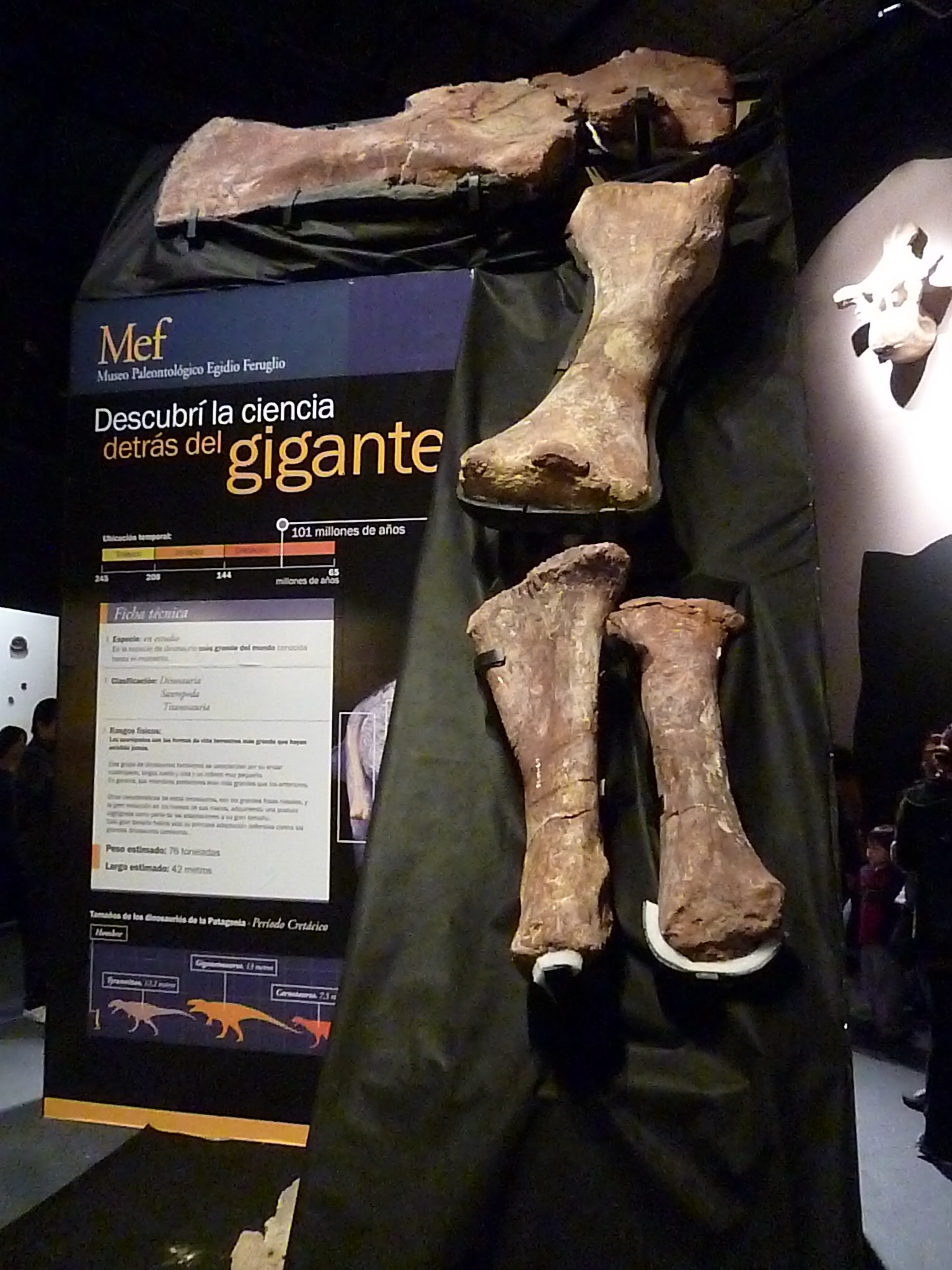
Schouderblad, opperarmbeen, ellepijp en spaakbeen in het Museo Paleontolỏgico Egidio Feruglio te Trelew, Chubut, Argentinië. Laat-Albien (laat Onder-Krijt) van de Cerro Barcino-formatie, provincie Chubut, Patagonië, Argentinië.

De borstbeenderen, het schouderblad, het coracoid, het opperarmbeen, de ellepijp en het spaakbeen zijn bewaard gebleven. Het coracoid is proximodistaal korter dan het gewricht met het schouderblad. Het uitsteeksel van het schouderblad, het acromion, is goed ontwikkeld en is achterwaarts gericht. Het schouderblad is achteraan verbreed en staat onder een hoek van 45° ten opzichte van het gewricht met het coracoid. Het robuuste opperarmbeen heeft een vierkante proximolaterale hoek, een rechte laterale rand langs het proximale derde deel van het been en vlakke distale condyli. Een grote uitstulping op het posterolateraal oppervlak is een onderscheidend kenmerk dat bij alle drie de opgegraven opperarmbeenderen voorkomt. Het vertoont gelijkenis met dezelfde structuur bij enkele afgeleide Lithostrotia, zoals bijvoorbeeld Opisthocoelicaudia en Neuquensaurus. De drietakkige ellepijp heeft een diepe depressie waarin de voorste rand van de kop van het spaakbeen past wanneer de voorpoot gebogen wordt. Het olecranon, het meest proximale deel (het dichtst bij de schouder) van de ellepijp, is zwak ontwikkeld. De distale condyli van het spaakbeen staan loodrecht ten opzichte van de lengte-as van het been.

### Bekkengordel en ledematen
Het schaambeen is groter dan het zitbeen. De lengte van het gewricht schaambeen-zitbeen bedraagt ongeveer de helft van de lengte van het schaambeen. Het zitbeen heeft een duidelijk uitsteeksel en een robuuste onderste schacht die eindigt op het niveau van de voet van het schaambeen. Niettegenstaande deze robuust is, is de schacht van het zitbeen niet even proportioneel kort als bij de meeste Lithostrotia (bijvoorbeeld Malawisaurus en Neuquensaurus), waarbij deze schacht niet langer is dan twee maal de breedte van de schacht. Het dijbeen heeft een massieve kop en vertoont duidelijke inkepingen voor de aanhechting van spieren. Het laterale uitsteeksel is goed ontwikkeld in het eerste kwart van de lengte van het dijbeen en het vierde dijbeenuitsteeksel bevindt zich ter hoogte van het eerste derde van deze lengte. Alle vijf de gepreserveerde dijbeenderen hebben een rechte laterale rand langs het achterste vierde van hun lengte, waardoor een grote epicondylus gevormd wordt. Een epicondylus is een knobbel aan een gewricht voor de aanhechting van spieren. Zoals in Bonitasaura is de condylus van het kuitbeen van achteren bekeken korter dan de condylus van het scheenbeen.

### Onderscheidende kenmerken
Carballido et al. stelden negen kenmerken vast die Patagotitan mayorum van andere Lognkosauria en andere Titanosauria onderscheiden:
- De drie eerste ruggenwervels hebben een kam (lamina prezygodiapophyse) die tussen het voorste gewrichtsuitsteeksel en het zijdelingse uitsteeksel loopt. Deze kam staat verticaal

omdat het voorste gewrichtsuitsteeksel zich aanzienlijk hoger bevindt dan het zijdelingse.
- Bij de eerste twee ruggenwervels heeft de naar onder lopende kam (lamina prezygodiapophyse) van de zijkant van het doornuitsteeksel een ventrale bobbel.
- De secundaire uitsteeksels van het hyposfeen-hypantrum gewricht komen enkel voor in de verbinding tussen de derde en vierde ruggenwervel.
- De middelste en achterste ruggenwervels hebben verticale doornuitsteeksels.
- Bij de eerste staartwervel heeft het wervellichaam vooraan een vlak en achteraan een bol gewrichtsvlak.
- De zijdelingse breedte van de doornuitsteeksels van de voorste staartwervels is vier tot zes keer groter dan hun totale lengte.
- De doornuitsteeksels van de voorste staartwervels zijn ietwat gevorkt.
- Het opperarmbeen heeft een duidelijke uitstulping aan de achterste buitenkant.
- De onderste helft van het dijbeen heeft aan de buitenkant een rechte rand.

## Histologie

### Onderzoeksmethode
Van vijf individuen van Patagotitan werden uit grote beenderen dunne plaatjes gesneden, ook uit de dijbeenderen van het holotype (MEPF-PV 3400/27, MPEF-PV 3400/26) en van de paratypes (MPEF-PV 3375, MPEF-PV 3394, MPEF-PV 3397, MPEF-PV 3399/44). De resultaten van het histologisch onderzoek van deze plaatjes werden aangewend om het groeistadium van elk individu in te schatten. Er werd ook onderzocht of de zwaar gerichelde uitwendige textuur van de dwarsuitsteeksels en van de top van de wervelbogen van de voorste staartwervels dienden als aanhechtingsplaats voor sterke ligamenten. Hiervoor werden een doorsnede van het dwarsuitsteeksel van een tweede staartwervel (MPEF-PV 3400/17) en longitudinale en transversale secties van de top van een eerste staartwervel (MPEF-PV 3400/11) bestudeerd. Deze dunne beenplaatjes werden in het Museo Paleontológico Egidio Feruglio te Trelew (Argentinië) verkregen volgens de werkwijze van Chinsamy en Raath en bestudeerd onder een petrografische polarisatiemicroscoop.

### Beenderhistologie
Grote beenderen hebben algemene histologische kenmerken gemeen. Het vast beenweefsel bestaat voornamelijk uit compact (corticaal) Haversiaan been. De bloedvaten, zenuwen en osteocyten in compact been organiseren zich zo dat kanalen van Havers ontstaan. Kanalen van Havers (hoofdbloedvaten) bestaan uit een arterieel en veneus bloedvat en een zenuwvezel met daaromheen concentrische ringen van beenweefsel. In de inwendige cortex werden secundaire osteons van meer dan één generatie aangetroffen. In dit gebied lijken de Haversiaanse kanalen langer, wat erop wijst dat ze zich in een vroeg ontwikkelingsstadium bevinden. Resten van primair been werden opgemerkt in het bovenste deel van de cortex. Primaire osteons zijn meestal in de lengterichting georiënteerd en zijn in concentrische laminae gerangschikt. Korte vasculaire ruimten rond de omtrek en radiale vasculaire ruimten werden ook opgemerkt, maar ze komen veel minder voor. De osteocyt-lacunae zijn afgerond of licht verlengd van vorm. Fibrolamellair been wordt onderbroken door dicht opeen gepakte lijnen van onderbroken groei ("LAGs" of lines of arrested growth). Deze lijnen kunnen enkele of dubbele lijnen zijn. In het specimen MPEF-PV 3399/44 werden minstens zeven LAGs opgemerkt. In de uitwendige cortex zijn er geen belangrijke veranderingen in de intrinsieke vezel oriëntering en in de dichtheid van de vasculaire ruimtes. De aanwezigheid van compact Haversiaan been en de aanzienlijke verkleining van de ruimtes tussen LAGs vlak onder het beenvlies wijzen erop dat al de bestudeerde specimina fysiek volwassen waren en stierven tijdens een fase van vertraagde groei. Maar de afwezigheid van een buitenste laag been met dicht opeen gepakte LAG’s wijst erop dat de specimina nog steeds groeiden.

### Wervelhistologie

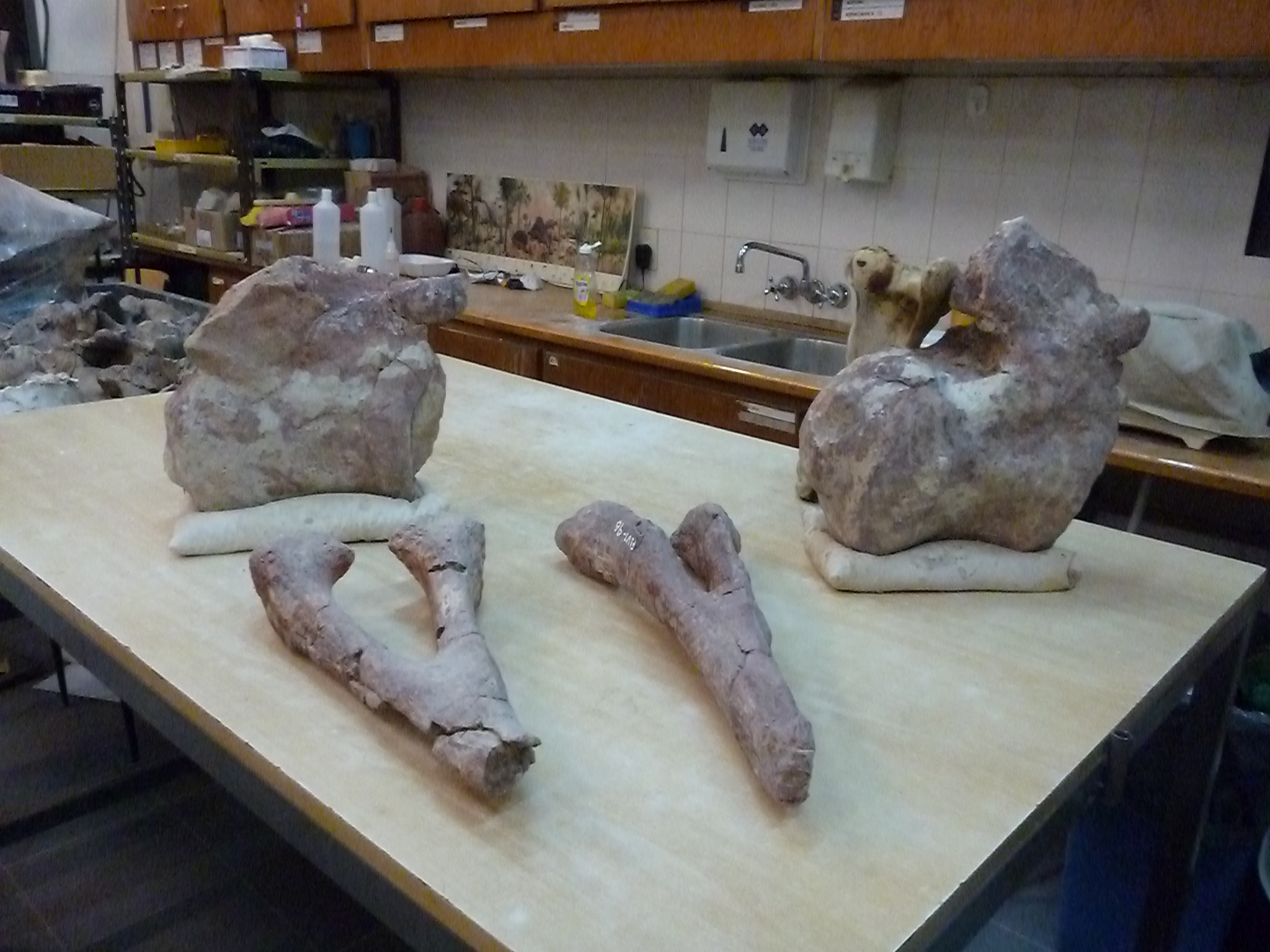
Twee chevrons en enkele staartwervels in het Museo Paleontolỏgico Egidio Feruglio te Trelew, Chubut, Argentinië. Laat-Albien (laat Onder-Krijt) van de Cerro Barcino-formatie, provincie Chubut, Patagonië, Argentinië.

Het vleugelvormige transversale uitsteeksel van een gedeeltelijk gepreserveerde tweede staartwervel vertoont een zwaar gepneumatizeerde inwendige structuur dat uit dikke trabeculae (1 tot 5 mm) bestaat die kleine ruimtes van onregelmatige vorm omsluiten. Een trabecula is een dikwijls microscopisch klein, staafvormig stukje weefsel dat over het algemeen een mechanische functie heeft en dat gewoonlijk uit compact collageenweefsel opgebouwd is. Beenachtige trabeculae zijn gedeeltelijk of volledig bedekt door lamellair beenweefsel dat tijdens verschillende generaties omwisseling van been afgezet werd. Inwendig bestaan de trabeculae uit compact Haversiaan been. Het corticaal weefsel is dun, even dun of dunner dan sommige benige trabeculae, en bestaat meestal uit secundair beenweefsel. De osteonen van het Haversiaan been hebben verschillende vormen en afmetingen en zijn verschillend georiënteerd. Ze zijn onderling verbonden door kanalen van Volkmann. Deze laatste zijn dus dwarsverbindingen tussen de kanalen van Havers. De kanalen van Volkmann lopen haaks op de kanalen van Havers en verbinden de bloedvaten met elkaar en met het periosteum (beenvlies).
In het buitenste deel van de cortex werden resten van primair been aangetroffen. Dit been lijkt veelal avasculair (zonder bloedvaten) en bevat overvloedig vezels van Sharpey. Ook in primair been kan men groeilijnen onderscheiden. De slechte preservering van de uitwendige cortex sluit een meer gedetailleerde kenschetsing van het primair beenweefsel uit. Het beenweefsel van de toppen van de doornuitsteeksels van de voorste staartwervels bestaat voornamelijk uit secundaire osteons van verschillende generaties en in verschillende ontwikkelingsstadia. Kanalen van Havers worden hier en daar onderling verbonden door kanalen van Volkmann. Primair been bestaat uit een weefsel zonder bloedvaten dat door ruwe bundels gemineralizeerde collagene vezels gevormd wordt. Deze zijn meestal in de lengterichting gerangschikt maar op sommige plaatsen kan dit wat variëren. In het primair been zijn lacunae van beencellen niet duidelijk te onderscheiden. De histologische gegevens van zowel het dwarsuitsteeksel als de top van het doornuitsteeksel van de voorste staartwervel ondersteunen de conclusies van de macroscopische vaststellingen. Het overvloedige voorkomen van vezels van Sharpey in het dwarsuitsteeksel van de voorste staartwervel wijst op de aanhechtingsplaats van een sterke spier in dit gebied.

## Lichaamsgewicht
Voor het schatten van het lichaamsgewicht van Patagotitan mayorum werden, gebaseerd op de beschikbare overblijfselen, twee alternatieve methoden gebruikt, namelijk volumetrische reconstructie en de methode van het meten van de omtrek van grote beenderen.

### Het meten van de omtrek van grote beenderen
De methode van het meten van de omtrek van grote beenderen werd voor het eerst door Anderson gebruikt. Deze berekeningsmethode beschouwt het lichaamsgewicht als een afgeleide van de omtrek van het dijbeen bij bipedale dieren en het dijbeen + het opperarmbeen bij quadrupedale (viervoetige) dieren. Voor het schatten van het gewicht van Patagotitan mayorum werd de variant van Campione en Evans gebruikt. Dit is een schaalvergelijking, aangepast voor fylogenetische correlatie/covariatie tussen soorten. Het toepassen van deze methode resulteerde in een geschat gewicht van 69,092 ton, en tussen 51,819 en 86,365 ton indien rekening gehouden wordt met de PEE (mean percent prediction error). Deze schattingen liggen veel hoger dan de schattingen door Benson et al. voor Dreadnoughtus schrani (59,290 ton), Apatosaurus louisae (41,268 ton), Futalognkosaurus dukei (38,138 ton), Alamosaurus sanjuanensis (35,163 ton) en Giraffatitan brancai (34,003 ton). Gebaseerd op de schaalvergelijking van Campione en Evans liggen de schattingen van het gewicht van deze grote Sauropoda tussen 49 tot 85% van het geschatte lichaamsgewicht van Patagotitan mayorum. De gigantische sauropoden Argentinosaurus huinculensis en Puertasaurus reuili werden vóór de ontdekking van Patagotitan als de grootste beschouwd, maar de toepassing van de schaalvergelijking op deze soorten is problematisch of onmogelijk omdat de resten te fragmentarisch zijn.

### Volumetrische reconstructie
Deze methode gebruikt een driedimensionaal schaalmodel dat op een gereconstrueerd volledig skelet gebaseerd is. Het werd in het verleden toegepast op verschillende geslachten Sauropoda. Voor de schatting van het lichaamsgewicht van Patagotitan werd eveneens een digitaal gereconstrueerd skelet gebruikt dat ontworpen werd op basis van oppervlaktescans van de fossiele beenderen. Het digitale skelet werd vervolledigd door middel van gereconstrueerde driedimensionale beenderen voor de ontbrekende delen van het skelet. Het driedimensionale model van Patagotitan werd volgens de werkwijze van Sellers et al. verdeeld in de volgende lichaamssegmenten: de schedel, de nek, de romp, de staart, het opperarmbeen, het spaakbeen tezamen met de ellepijp, de handwortelbeenderen tezamen met de hand, het dijbeen, het scheenbeen tezamen met het kuitbeen en de voetwortelbeenderen tezamen met de voet. Het model werd in een positie gezet met de nek en de staart horizontaal gehouden en de ledematen volledig uitgestrekt. Voor elk segment werd een minimum convex omhulsel berekend, waardoor een schatting van een minimaal volume voor het volledige dier berekend kon worden.
Omdat schattingen van lichaamsgewicht door middel van volume dichtheid als een variabele vereisen, werd een dichtheid van 1 ton/m³ gebruikt. Het ademhalingssysteem werd gereconstrueerd en er werd rekening mee gehouden in de schatting van het totale minimum convex omhulsel, waardoor een nieuwe dichtheid voor het hele digitaal gereconstrueerd skelet verkregen werd. Bij toepassing van het minimum model is het geschatte lichaamsgewicht voor Patagotitan 44,210 ton. Dit is 64% van het geschatte lichaamsgewicht verkregen door toepassing van de methode van het meten van de omtrek van grote beenderen en is consistent met eerdere vaststellingen van verschillen tussen de door beide methoden bekomen resultaten. De schatting van 44,210 ton is hoger dan de schatting van het minimum convex omhulsel-lichaamsgewicht van andere grote Sauropoda zoals Giraffatitan (25,280 ton), Apatosaurus (26,630 ton) of Dreadnoughtus (26,910 ton). De volumetrische schattingen uitgevoerd op deze sauropoden schommelen tussen 57 en 60% van het geschatte lichaamsgewicht van Patagotitan.

### Groottevergelijking van ruggenwervels
Om de lichaamsomvang van Patagotitan met andere gigantische Titanosauria van Patagonië (Argentinosaurus, Puertasaurus en Notocolossus) te vergelijken werden ook de voorste ruggenwervels (de tweede en de derde ruggenwervels) gebruikt, die dus bekend zijn van alle drie de genera. Alhoewel interspecifieke allometrie deze vergelijking kan vertekenen, wordt de kans op extreme verschillen in lichaamsbouw kleiner door de nauwe fylogenetische verwantschap tussen deze titanosauriërs. Naar analogie met de methode voor het schatten van het lichaamsgewicht met behulp van lichaamssegmenten werd van het vooraanzicht van de tweede en de derde ruggenwervel van Patagotitan, Argentinosaurus, Puertasaurus en Notocolossus een veelhoek gemaakt waarvan alle uiterste punten onderling verbonden werden. Zulke veelhoek is het tweedimensionale equivalent van de methode van het minimum convex omhulsel gebruikt bij driemensionale modellen. Van de verkregen minimum veelhoeken werd het oppervlak berekend.
Voor de onderlinge vergelijking van de ruggenwervels werden, afhankelijk van de bewaarde delen, drie parameters gebruikt. Deze parameters zijn de totale breedte van het transversale uitsteeksel, het totale oppervlak van de veelhoek gebruik makend van de volledige wervel (in vooraanzicht) en het dorsale oppervlak van de veelhoek. Het totale oppervlak van de veelhoek (in vooraanzicht) gevormd door de tweede ruggenwervel van Patagotitan bedraagt 1,062 m². Dit is 8,7 % groter dan de tweede ruggenwervel van Puertasaurus (met een oppervlakte van 0,977 m²) en 60 % groter dan de tweede ruggenwervel bij Notocolossus (met een oppervlakte van 0,662 m²). Van Argentinosaurus is de tweede ruggenwervel niet bewaard gebleven, waardoor vergelijkingen met andere titanosauriërs enkel kunnen gebeuren aan de hand van ruggenwervel drie. Maar daar van deze het wervellichaam ontbreekt, kan enkel het dorsale oppervlak van de veelhoek voor onderlinge vergelijking gebruikt worden. De veelhoek van de tweede ruggenwervel van Patagotitan heeft een dorsaal oppervlak van 0,703 m². Dit is 24 % groter dan hetzelfde oppervlak bij Notocolossus, 18 % groter dan hetzelfde oppervlak bij Puertasaurus en 12 % groter dan bij het dorsale oppervlak van de veelhoek van ruggenwervel drie bij Argentinosaurus.
Het grootste verschil tussen de vier Titanosauria wordt veroorzaakt door de dorsoventraal hogere en de lateromediaal (overdwars) bredere voorste ruggenwervels van Patagotitan. Ook de derde ruggenwervel van Patagotitan werd met de derde ruggenwervel van Argentinosaurus vergeleken. Het doornuitsteeksel ontbreekt bij Patagotitan zodat de hoogte van het doornuitsteeksel onbekend is en dit gebied van de wervel dus niet in de veelhoek kan opgenomen worden. Daarom werd bij beide geslachten de afstand tussen de linker- en rechterdiapofysen vergeleken, de breedte van de wervel dus. Deze afstand bedraagt 127 cm bij Argentinosaurus en 138 cm bij Patagotitan. De voorste ruggenwervel van Puertasaurus is iets minder breed dan bij Argentinosaurus. De onderlinge vergelijking van de ruggenwervels die bij alle drie de genera bewaard gebleven zijn, leert dat de ruggenwervels van Patagotitan 8 tot 18 % groter zijn dan bij Argentinosaurus en Puertasaurus en nog groter dan bij Notocolossus, afhankelijk van de punten op de wervels die voor de vergelijkingen gebruikt werden (voor de bepaling van het oppervlak van de veelhoeken). De enige manier om met de huidige methoden voor Argentinosaurus en Puertasaurus betrouwbare schattingen van het lichaamsgewicht te bekomen, is in feite het vinden van nieuwe fossielen die aan deze genera kunnen toegewezen worden.

## Lichaamsgrootte
Patagotitan had een (geschatte) lengte van 37 meter en een (geschat) gewicht van 69 ton. De eerste schattingen resulteerden in een lengte van 40 meter en een gewicht van 77 ton. De wetenschappelijke auteur Brian Switek merkte hierbij op dat het nog te vroeg was om de precieze lichaamsomvang en het precieze gewicht te berekenen en dat deze later bij de wetenschappelijke beschrijving zouden kunnen herzien worden naar respectievelijk 33,5 meter en 45,4 ton. De nek werd waarschijnlijk meestal ongeveer horizontaal gehouden, maar Patagotitan kon tot op een hoogte van ongeveer veertien meter "grazen". In 2019 schatte Gregory S. Paul het gewicht op ongeveer tweeënvijftig ton.
| Patagotitan mayorum carballido et al., 2017 | Patagotitan mayorum carballido et al., 2017 | Patagotitan mayorum carballido et al., 2017 | Patagotitan mayorum carballido et al., 2017 | Patagotitan mayorum carballido et al., 2017 | Patagotitan mayorum carballido et al., 2017 | Patagotitan mayorum carballido et al., 2017 | Patagotitan mayorum carballido et al., 2017 | Patagotitan mayorum carballido et al., 2017 | Patagotitan mayorum carballido et al., 2017 | Patagotitan mayorum carballido et al., 2017 | Patagotitan mayorum carballido et al., 2017 | Patagotitan mayorum carballido et al., 2017 |
| Afmetingen van de beenderen                 | Afmetingen van de beenderen                 | Afmetingen van de beenderen                 | Afmetingen van de beenderen                 | Afmetingen van de beenderen                 | Afmetingen van de beenderen                 | Afmetingen van de beenderen                 | Afmetingen van de beenderen                 | Afmetingen van de beenderen                 | Afmetingen van de beenderen                 | Afmetingen van de beenderen                 | Afmetingen van de beenderen                 | Afmetingen van de beenderen                 |
| Skeletdeel                                  | specimen                                    | lengte                                      | breedte vooraan                             | breedte midden                              | breedte achteraan                           | breedte minimaal                            | hoogte                                      | hoogte vooraan                              | hoogte midden                               | hoogte achteraan                            | omtrek                                      |                                             |
| ------------------------------------------- | ------------------------------------------- | ------------------------------------------- | ------------------------------------------- | ------------------------------------------- | ------------------------------------------- | ------------------------------------------- | ------------------------------------------- | ------------------------------------------- | ------------------------------------------- | ------------------------------------------- | ------------------------------------------- | ------------------------------------------- |
| Borstbeenplaat                              | MPEV-PV 3400/20                             | 89,80 cm                                    | 54,50 cm                                    |                                             |                                             |                                             |                                             |                                             |                                             |                                             |                                             |                                             |
| Schouderblad                                | MPEV-PV 3400/23                             | 196,50 cm                                   | 111,00 cm                                   | 40,80 cm                                    | 71,50 cm                                    |                                             |                                             |                                             |                                             |                                             |                                             |                                             |
| Coracoid                                    | MPEV-PV 3400/24                             | 61,50 cm                                    | 114,50 cm                                   |                                             |                                             |                                             |                                             |                                             |                                             |                                             |                                             |                                             |
| Schaambeen                                  | MPEV-PV 3400/25                             | 140,00 cm                                   | 74,00 cm                                    | 57,00 cm                                    |                                             |                                             |                                             |                                             |                                             |                                             |                                             |                                             |
| Dijbeen                                     | MPEV-PV 3400/27                             | 236,00 cm                                   | 63,50 cm                                    | 68,50 cm                                    | 36,00 cm                                    |                                             |                                             |                                             |                                             |                                             |                                             |                                             |
| Dijbeen                                     | MPEV-PV 3400/27                             | 235,00 cm                                   | 65,00 cm                                    | 67,00 cm                                    | 39,00 cm                                    |                                             |                                             |                                             |                                             |                                             | 93,50 cm                                    |                                             |
| Dijbeen                                     | MPEV-PV 3399/44                             | 238,00 cm                                   | 66,00 cm                                    | 55,00 cm                                    | 40,00 cm                                    |                                             |                                             |                                             |                                             |                                             | 101,00 cm                                   |                                             |
| Zitbeen                                     | MPEV-PV 3400/40                             | 107,50 cm                                   | 75,50 cm                                    |                                             |                                             |                                             |                                             |                                             |                                             |                                             |                                             |                                             |
| Opperarmbeen                                | MPEV-PV 3397                                | 167,50 cm                                   | 62,50 cm                                    | 55,00 cm                                    | 24,50 cm                                    |                                             |                                             |                                             |                                             |                                             | 78,20 cm                                    |                                             |
| Ellepijp                                    | MPEV-PV 3399/27                             | 105,00 cm                                   | 52,50 cm                                    | 29,00 cm                                    | 23,00 cm                                    |                                             |                                             |                                             |                                             |                                             |                                             |                                             |
| Spaakbeen                                   | MPEV-PV 3399/28                             | 107,00 cm                                   | 31,50 cm                                    | 39,00 cm                                    | 19,00 cm                                    |                                             |                                             |                                             |                                             |                                             |                                             |                                             |

## Monospecificiteit
Van de twee meest volledige dieren, MPEF-PV 3400 en MPEF-PV 3399, bevinden zich een aantal van de gevonden beenderen op dezelfde plaats in het skelet, wat toelaat om vergelijkingen tussen deze specimina te maken. Deze vergelijkingen tonen aan dat de specimina autapomorfieën gemeen hebben en dat er geen anatomische verschillen zijn. De La Flecha-groeve is dus een monospecifieke vindplaats. Ook de afzonderlijk gevonden opperarmbeenderen en dijbeenderen, zelfs van verschillende niveaus afkomstig, hebben autapomorfiën gemeen en vertonen geen anatomische verschillen. Er werd dus slechts één geslacht gevonden, Patagotitan, en slechts één soort, Patagotitan mayorum. Van zowel MPEF-PV 3400 als MPEF-PV 3399 werden ruggenwervels gevonden die zowel wat afmetingen als morfologie betreft geen enkel verschil tonen. Twee van deze ruggenwervels zijn zelfs afkomstig van dezelfde positie in de wervelkolom. Van beide specimina is ook nog een wervel van vooraan in de staart bekend die bijna identiek is en dijbeenderen die iets verschillen in grootte (minder dan 5%), maar dezelfde morfologie hebben, de rechte laterale rand inbegrepen. Van MPEF-PV 3400 en MPEF-PV 3399 zijn geen opperarmbeenderen gevonden, maar de La Flecha-groeve leverde twee opperarmbeenderen uit de horizont FLV1 en één uit FLV2 die naast de afmetingen en algemene morfologie ook een grote uitstulping op het posterolaterale oppervlak gemeen hebben, wat weer aantoont dat deze vindplaats monospecifiek is.

## Paleo-ecologie
Patagotitan leefde in een gebied waarin overstromingsvlaktes van meanderende rivieren met bossen afgewisseld werden. Het klimaat was tropisch warm. Op de locatie waar de zes individuen gevonden werden bevond zich waarschijnlijk een meer waar de Titanosauriërs regelmatig kwamen drinken en dat tijdens perioden van grote droogte tijdelijk verdween. Het is dus mogelijk dat dinosauriërs periodiek omkwamen door onder meer gebrek aan water. De kadavers moeten vleeseters aangetrokken hebben, bijvoorbeeld Tyrannotitan, want op de vindplaats werden 57 uitgeworpen tanden van Theropoda gevonden. Een tweede aanwijzing van de aanwezigheid van vleeseters/aaseters is een dijbeen dat sporen vertoont van vertrappeling.
| Dinosauriërs van de Cerro Barcino-Formatie | Dinosauriërs van de Cerro Barcino-Formatie | Dinosauriërs van de Cerro Barcino-Formatie | Dinosauriërs van de Cerro Barcino-Formatie           | Dinosauriërs van de Cerro Barcino-Formatie | Dinosauriërs van de Cerro Barcino-Formatie |
| geslacht                                   | soort                                      | locatie                                    | fossiel materiaal                                    | fylogenie                                  |                                            |
| ------------------------------------------ | ------------------------------------------ | ------------------------------------------ | ---------------------------------------------------- | ------------------------------------------ | ------------------------------------------ |
| Chubutisaurus                              | Chubutisaurus insignis                     | Bayo Overo Member                          | onvolledig skelet zonder schedel                     | Sauropoda, Titanosauria                    |                                            |
| Genyodectes                                | Genyodectes serus                          | Cerro Castaño Member                       | voorkant van premaxillae en maxillae met vele tanden | Theropoda, Ceratosauria                    |                                            |
| Megalosaurus                               | Megalosaurus inexpectatus                  | Bayo Overo Member                          | tand                                                 | Theropoda, Megalosauridae                  |                                            |
| Tyrannotitan                               | Tyrannotitan chubutensis                   | Cerro Castaño Member                       | twee onvolledige skeletten                           | Theropoda, Carcharodontosauridae           |                                            |

Naast Patagotitan en andere Dinosauria werden in de Cerro Castaño Member ook nog beenderen van een krokodilachtige gevonden; Barcinosuchus gradilis (klade Mesoeucrocodylia, klade Metasuchia, familie Peirosauridae). Het skelet bestaat uit een schedel, een onderkaak en postcrania (beenderen die achter de schedel gelegen zijn) en werd in het benedendeel van de Cerro Castaño Member gevonden nabij Sierra de la Cicuta (El Escorial, provincie Chubut). Barcinosuchus gradilis Leardi & Pol, 2009 is het holotype (MPEF-PV 3095) van het taxon en werd in 2009 door Martín Leardi en Diego Pol beschreven.

## Fylogenie

Patagotitan mayorum in vergelijking met de mens.

Om de fylogenetische positie van Patagotitan mayorum te bepalen werd in 2017 het genus in een cladistische analyse in een gewijzigde versie van de datamatrix van Carballido et al. opgenomen. De wijzigingen zijn onder meer de opname in de analyse van meerdere taxa en kenmerken en een twintigtal wijzigingen die vooral op nieuwe gegevens gebaseerd zijn. De bekomen datamatrix bestaat uit 87 taxa en 405 kenmerken. De verzameling taxa bestaat uit drie basale Sauropodomorpha, zeventien basale Sauropoda (Haplocanthosaurus inbegrepen), zeventien Diplodocoidea (tien Rebbachisauridae, vier Dicraeosauridae en drie Diplodocidae) en vijftig Macronaria (28 Titanosauria en 22 niet-Titanosauria). De 405 kenmerken van de datamatrix zijn samengesteld uit 119 kenmerken van de schedel, 36 van de halswervels, 54 van de ruggenwervels, vier van de ribben, zes van het sacrum, 53 van de staartwervels, 54 van de voorpoten en 78 van de achterpoten.
Uit deze analyse blijkt dat Patagotitan het nauwst verwante zustertaxon is van Argentinosaurus, met Mendozasaurus als hun meest recente gemeenschappelijke voorouder binnen de klade Lognkosauria.
|  | Rapetosaurus                                               |
|  |                                                            |
|  | \| \| Isisaurus \| \| \| \| \| \| Tapuiasaurus \| \| \| \| |
|  |                                                            |
|  | Isisaurus                                                  |
|  |                                                            |
|  | Tapuiasaurus                                               |
|  |                                                            |

|  | Isisaurus    |
|  |              |
|  | Tapuiasaurus |
|  |              |

|  | Rapetosaurus                                               |
|  |                                                            |
|  | \| \| Isisaurus \| \| \| \| \| \| Tapuiasaurus \| \| \| \| |
|  |                                                            |
|  | Isisaurus                                                  |
|  |                                                            |
|  | Tapuiasaurus                                               |
|  |                                                            |

|  | Isisaurus    |
|  |              |
|  | Tapuiasaurus |
|  |              |

|  | Rapetosaurus                                               |
|  |                                                            |
|  | \| \| Isisaurus \| \| \| \| \| \| Tapuiasaurus \| \| \| \| |
|  |                                                            |
|  | Isisaurus                                                  |
|  |                                                            |
|  | Tapuiasaurus                                               |
|  |                                                            |

|  | Isisaurus    |
|  |              |
|  | Tapuiasaurus |
|  |              |

|  | Rapetosaurus                                               |
|  |                                                            |
|  | \| \| Isisaurus \| \| \| \| \| \| Tapuiasaurus \| \| \| \| |
|  |                                                            |
|  | Isisaurus                                                  |
|  |                                                            |
|  | Tapuiasaurus                                               |
|  |                                                            |

|  | Isisaurus    |
|  |              |
|  | Tapuiasaurus |
|  |              |

|  | Rapetosaurus                                               |
|  |                                                            |
|  | \| \| Isisaurus \| \| \| \| \| \| Tapuiasaurus \| \| \| \| |
|  |                                                            |
|  | Isisaurus                                                  |
|  |                                                            |
|  | Tapuiasaurus                                               |
|  |                                                            |

|  | Isisaurus    |
|  |              |
|  | Tapuiasaurus |
|  |              |

|  | Rapetosaurus                                               |
|  |                                                            |
|  | \| \| Isisaurus \| \| \| \| \| \| Tapuiasaurus \| \| \| \| |
|  |                                                            |
|  | Isisaurus                                                  |
|  |                                                            |
|  | Tapuiasaurus                                               |
|  |                                                            |

|  | Isisaurus    |
|  |              |
|  | Tapuiasaurus |
|  |              |

|  | Rapetosaurus                                               |
|  |                                                            |
|  | \| \| Isisaurus \| \| \| \| \| \| Tapuiasaurus \| \| \| \| |
|  |                                                            |
|  | Isisaurus                                                  |
|  |                                                            |
|  | Tapuiasaurus                                               |
|  |                                                            |

|  | Isisaurus    |
|  |              |
|  | Tapuiasaurus |
|  |              |

|  | Rapetosaurus                                               |
|  |                                                            |
|  | \| \| Isisaurus \| \| \| \| \| \| Tapuiasaurus \| \| \| \| |
|  |                                                            |
|  | Isisaurus                                                  |
|  |                                                            |
|  | Tapuiasaurus                                               |
|  |                                                            |

|  | Isisaurus    |
|  |              |
|  | Tapuiasaurus |
|  |              |

|  | Rapetosaurus                                               |
|  |                                                            |
|  | \| \| Isisaurus \| \| \| \| \| \| Tapuiasaurus \| \| \| \| |
|  |                                                            |
|  | Isisaurus                                                  |
|  |                                                            |
|  | Tapuiasaurus                                               |
|  |                                                            |

|  | Isisaurus    |
|  |              |
|  | Tapuiasaurus |
|  |              |

|  | Rapetosaurus                                               |
|  |                                                            |
|  | \| \| Isisaurus \| \| \| \| \| \| Tapuiasaurus \| \| \| \| |
|  |                                                            |
|  | Isisaurus                                                  |
|  |                                                            |
|  | Tapuiasaurus                                               |
|  |                                                            |

|  | Isisaurus    |
|  |              |
|  | Tapuiasaurus |
|  |              |

|  | Rapetosaurus                                               |
|  |                                                            |
|  | \| \| Isisaurus \| \| \| \| \| \| Tapuiasaurus \| \| \| \| |
|  |                                                            |
|  | Isisaurus                                                  |
|  |                                                            |
|  | Tapuiasaurus                                               |
|  |                                                            |

|  | Isisaurus    |
|  |              |
|  | Tapuiasaurus |
|  |              |

|  | Rapetosaurus                                               |
|  |                                                            |
|  | \| \| Isisaurus \| \| \| \| \| \| Tapuiasaurus \| \| \| \| |
|  |                                                            |
|  | Isisaurus                                                  |
|  |                                                            |
|  | Tapuiasaurus                                               |
|  |                                                            |

|  | Isisaurus    |
|  |              |
|  | Tapuiasaurus |
|  |              |

|  | Rapetosaurus                                               |
|  |                                                            |
|  | \| \| Isisaurus \| \| \| \| \| \| Tapuiasaurus \| \| \| \| |
|  |                                                            |
|  | Isisaurus                                                  |
|  |                                                            |
|  | Tapuiasaurus                                               |
|  |                                                            |

|  | Isisaurus    |
|  |              |
|  | Tapuiasaurus |
|  |              |

|  | Rapetosaurus                                               |
|  |                                                            |
|  | \| \| Isisaurus \| \| \| \| \| \| Tapuiasaurus \| \| \| \| |
|  |                                                            |
|  | Isisaurus                                                  |
|  |                                                            |
|  | Tapuiasaurus                                               |
|  |                                                            |

|  | Isisaurus    |
|  |              |
|  | Tapuiasaurus |
|  |              |

|  | Rapetosaurus                                               |
|  |                                                            |
|  | \| \| Isisaurus \| \| \| \| \| \| Tapuiasaurus \| \| \| \| |
|  |                                                            |
|  | Isisaurus                                                  |
|  |                                                            |
|  | Tapuiasaurus                                               |
|  |                                                            |

|  | Isisaurus    |
|  |              |
|  | Tapuiasaurus |
|  |              |

|  | Rapetosaurus                                               |
|  |                                                            |
|  | \| \| Isisaurus \| \| \| \| \| \| Tapuiasaurus \| \| \| \| |
|  |                                                            |
|  | Isisaurus                                                  |
|  |                                                            |
|  | Tapuiasaurus                                               |
|  |                                                            |

|  | Isisaurus    |
|  |              |
|  | Tapuiasaurus |
|  |              |

|  | Muyelensaurus                                               |
|  |                                                             |
|  | \| \| Aeolosaurus \| \| \| \| \| \| Overosaurus \| \| \| \| |
|  |                                                             |
|  | Aeolosaurus                                                 |
|  |                                                             |
|  | Overosaurus                                                 |
|  |                                                             |

|  | Aeolosaurus |
|  |             |
|  | Overosaurus |
|  |             |

|  | Muyelensaurus                                               |
|  |                                                             |
|  | \| \| Aeolosaurus \| \| \| \| \| \| Overosaurus \| \| \| \| |
|  |                                                             |
|  | Aeolosaurus                                                 |
|  |                                                             |
|  | Overosaurus                                                 |
|  |                                                             |

|  | Aeolosaurus |
|  |             |
|  | Overosaurus |
|  |             |

|  | Futalognkosaurus |
|  |                  |
|  | Quetecsaurus     |
|  |                  |

|  | Puertasaurus                                                    |
|  |                                                                 |
|  | Drusilasaura                                                    |
|  |                                                                 |
|  | \| \| Argentinosaurus \| \| \| \| \| \| Patagotitan \| \| \| \| |
|  |                                                                 |
|  | Argentinosaurus                                                 |
|  |                                                                 |
|  | Patagotitan                                                     |
|  |                                                                 |

|  | Argentinosaurus |
|  |                 |
|  | Patagotitan     |
|  |                 |

|  | Futalognkosaurus |
|  |                  |
|  | Quetecsaurus     |
|  |                  |

|  | Puertasaurus                                                    |
|  |                                                                 |
|  | Drusilasaura                                                    |
|  |                                                                 |
|  | \| \| Argentinosaurus \| \| \| \| \| \| Patagotitan \| \| \| \| |
|  |                                                                 |
|  | Argentinosaurus                                                 |
|  |                                                                 |
|  | Patagotitan                                                     |
|  |                                                                 |

|  | Argentinosaurus |
|  |                 |
|  | Patagotitan     |
|  |                 |

|  | Futalognkosaurus |
|  |                  |
|  | Quetecsaurus     |
|  |                  |

|  | Puertasaurus                                                    |
|  |                                                                 |
|  | Drusilasaura                                                    |
|  |                                                                 |
|  | \| \| Argentinosaurus \| \| \| \| \| \| Patagotitan \| \| \| \| |
|  |                                                                 |
|  | Argentinosaurus                                                 |
|  |                                                                 |
|  | Patagotitan                                                     |
|  |                                                                 |

|  | Argentinosaurus |
|  |                 |
|  | Patagotitan     |
|  |                 |

|  | Futalognkosaurus |
|  |                  |
|  | Quetecsaurus     |
|  |                  |

|  | Puertasaurus                                                    |
|  |                                                                 |
|  | Drusilasaura                                                    |
|  |                                                                 |
|  | \| \| Argentinosaurus \| \| \| \| \| \| Patagotitan \| \| \| \| |
|  |                                                                 |
|  | Argentinosaurus                                                 |
|  |                                                                 |
|  | Patagotitan                                                     |
|  |                                                                 |

|  | Argentinosaurus |
|  |                 |
|  | Patagotitan     |
|  |                 |

|  | Futalognkosaurus |
|  |                  |
|  | Quetecsaurus     |
|  |                  |

|  | Puertasaurus                                                    |
|  |                                                                 |
|  | Drusilasaura                                                    |
|  |                                                                 |
|  | \| \| Argentinosaurus \| \| \| \| \| \| Patagotitan \| \| \| \| |
|  |                                                                 |
|  | Argentinosaurus                                                 |
|  |                                                                 |
|  | Patagotitan                                                     |
|  |                                                                 |

|  | Argentinosaurus |
|  |                 |
|  | Patagotitan     |
|  |                 |

|  | Futalognkosaurus |
|  |                  |
|  | Quetecsaurus     |
|  |                  |

|  | Puertasaurus                                                    |
|  |                                                                 |
|  | Drusilasaura                                                    |
|  |                                                                 |
|  | \| \| Argentinosaurus \| \| \| \| \| \| Patagotitan \| \| \| \| |
|  |                                                                 |
|  | Argentinosaurus                                                 |
|  |                                                                 |
|  | Patagotitan                                                     |
|  |                                                                 |

|  | Argentinosaurus |
|  |                 |
|  | Patagotitan     |
|  |                 |

|  | Futalognkosaurus |
|  |                  |
|  | Quetecsaurus     |
|  |                  |

|  | Puertasaurus                                                    |
|  |                                                                 |
|  | Drusilasaura                                                    |
|  |                                                                 |
|  | \| \| Argentinosaurus \| \| \| \| \| \| Patagotitan \| \| \| \| |
|  |                                                                 |
|  | Argentinosaurus                                                 |
|  |                                                                 |
|  | Patagotitan                                                     |
|  |                                                                 |

|  | Argentinosaurus |
|  |                 |
|  | Patagotitan     |
|  |                 |

|  | Futalognkosaurus |
|  |                  |
|  | Quetecsaurus     |
|  |                  |

|  | Puertasaurus                                                    |
|  |                                                                 |
|  | Drusilasaura                                                    |
|  |                                                                 |
|  | \| \| Argentinosaurus \| \| \| \| \| \| Patagotitan \| \| \| \| |
|  |                                                                 |
|  | Argentinosaurus                                                 |
|  |                                                                 |
|  | Patagotitan                                                     |
|  |                                                                 |

|  | Argentinosaurus |
|  |                 |
|  | Patagotitan     |
|  |                 |

|  | Futalognkosaurus |
|  |                  |
|  | Quetecsaurus     |
|  |                  |

|  | Puertasaurus                                                    |
|  |                                                                 |
|  | Drusilasaura                                                    |
|  |                                                                 |
|  | \| \| Argentinosaurus \| \| \| \| \| \| Patagotitan \| \| \| \| |
|  |                                                                 |
|  | Argentinosaurus                                                 |
|  |                                                                 |
|  | Patagotitan                                                     |
|  |                                                                 |

|  | Argentinosaurus |
|  |                 |
|  | Patagotitan     |
|  |                 |

|  | Futalognkosaurus |
|  |                  |
|  | Quetecsaurus     |
|  |                  |

|  | Puertasaurus                                                    |
|  |                                                                 |
|  | Drusilasaura                                                    |
|  |                                                                 |
|  | \| \| Argentinosaurus \| \| \| \| \| \| Patagotitan \| \| \| \| |
|  |                                                                 |
|  | Argentinosaurus                                                 |
|  |                                                                 |
|  | Patagotitan                                                     |
|  |                                                                 |

|  | Argentinosaurus |
|  |                 |
|  | Patagotitan     |
|  |                 |

|  | Futalognkosaurus |
|  |                  |
|  | Quetecsaurus     |
|  |                  |

|  | Puertasaurus                                                    |
|  |                                                                 |
|  | Drusilasaura                                                    |
|  |                                                                 |
|  | \| \| Argentinosaurus \| \| \| \| \| \| Patagotitan \| \| \| \| |
|  |                                                                 |
|  | Argentinosaurus                                                 |
|  |                                                                 |
|  | Patagotitan                                                     |
|  |                                                                 |

|  | Argentinosaurus |
|  |                 |
|  | Patagotitan     |
|  |                 |

|  | Futalognkosaurus |
|  |                  |
|  | Quetecsaurus     |
|  |                  |

|  | Puertasaurus                                                    |
|  |                                                                 |
|  | Drusilasaura                                                    |
|  |                                                                 |
|  | \| \| Argentinosaurus \| \| \| \| \| \| Patagotitan \| \| \| \| |
|  |                                                                 |
|  | Argentinosaurus                                                 |
|  |                                                                 |
|  | Patagotitan                                                     |
|  |                                                                 |

|  | Argentinosaurus |
|  |                 |
|  | Patagotitan     |
|  |                 |

|  | Futalognkosaurus |
|  |                  |
|  | Quetecsaurus     |
|  |                  |

|  | Puertasaurus                                                    |
|  |                                                                 |
|  | Drusilasaura                                                    |
|  |                                                                 |
|  | \| \| Argentinosaurus \| \| \| \| \| \| Patagotitan \| \| \| \| |
|  |                                                                 |
|  | Argentinosaurus                                                 |
|  |                                                                 |
|  | Patagotitan                                                     |
|  |                                                                 |

|  | Argentinosaurus |
|  |                 |
|  | Patagotitan     |
|  |                 |

|  | Futalognkosaurus |
|  |                  |
|  | Quetecsaurus     |
|  |                  |

|  | Puertasaurus                                                    |
|  |                                                                 |
|  | Drusilasaura                                                    |
|  |                                                                 |
|  | \| \| Argentinosaurus \| \| \| \| \| \| Patagotitan \| \| \| \| |
|  |                                                                 |
|  | Argentinosaurus                                                 |
|  |                                                                 |
|  | Patagotitan                                                     |
|  |                                                                 |

|  | Argentinosaurus |
|  |                 |
|  | Patagotitan     |
|  |                 |

|  | Futalognkosaurus |
|  |                  |
|  | Quetecsaurus     |
|  |                  |

|  | Puertasaurus                                                    |
|  |                                                                 |
|  | Drusilasaura                                                    |
|  |                                                                 |
|  | \| \| Argentinosaurus \| \| \| \| \| \| Patagotitan \| \| \| \| |
|  |                                                                 |
|  | Argentinosaurus                                                 |
|  |                                                                 |
|  | Patagotitan                                                     |
|  |                                                                 |

|  | Argentinosaurus |
|  |                 |
|  | Patagotitan     |
|  |                 |

|  | Futalognkosaurus |
|  |                  |
|  | Quetecsaurus     |
|  |                  |

|  | Puertasaurus                                                    |
|  |                                                                 |
|  | Drusilasaura                                                    |
|  |                                                                 |
|  | \| \| Argentinosaurus \| \| \| \| \| \| Patagotitan \| \| \| \| |
|  |                                                                 |
|  | Argentinosaurus                                                 |
|  |                                                                 |
|  | Patagotitan                                                     |
|  |                                                                 |

|  | Argentinosaurus |
|  |                 |
|  | Patagotitan     |
|  |                 |

|  | Muyelensaurus                                               |
|  |                                                             |
|  | \| \| Aeolosaurus \| \| \| \| \| \| Overosaurus \| \| \| \| |
|  |                                                             |
|  | Aeolosaurus                                                 |
|  |                                                             |
|  | Overosaurus                                                 |
|  |                                                             |

|  | Aeolosaurus |
|  |             |
|  | Overosaurus |
|  |             |

|  | Muyelensaurus                                               |
|  |                                                             |
|  | \| \| Aeolosaurus \| \| \| \| \| \| Overosaurus \| \| \| \| |
|  |                                                             |
|  | Aeolosaurus                                                 |
|  |                                                             |
|  | Overosaurus                                                 |
|  |                                                             |

|  | Aeolosaurus |
|  |             |
|  | Overosaurus |
|  |             |

|  | Futalognkosaurus |
|  |                  |
|  | Quetecsaurus     |
|  |                  |

|  | Puertasaurus                                                    |
|  |                                                                 |
|  | Drusilasaura                                                    |
|  |                                                                 |
|  | \| \| Argentinosaurus \| \| \| \| \| \| Patagotitan \| \| \| \| |
|  |                                                                 |
|  | Argentinosaurus                                                 |
|  |                                                                 |
|  | Patagotitan                                                     |
|  |                                                                 |

|  | Argentinosaurus |
|  |                 |
|  | Patagotitan     |
|  |                 |

|  | Futalognkosaurus |
|  |                  |
|  | Quetecsaurus     |
|  |                  |

|  | Puertasaurus                                                    |
|  |                                                                 |
|  | Drusilasaura                                                    |
|  |                                                                 |
|  | \| \| Argentinosaurus \| \| \| \| \| \| Patagotitan \| \| \| \| |
|  |                                                                 |
|  | Argentinosaurus                                                 |
|  |                                                                 |
|  | Patagotitan                                                     |
|  |                                                                 |

|  | Argentinosaurus |
|  |                 |
|  | Patagotitan     |
|  |                 |

|  | Futalognkosaurus |
|  |                  |
|  | Quetecsaurus     |
|  |                  |

|  | Puertasaurus                                                    |
|  |                                                                 |
|  | Drusilasaura                                                    |
|  |                                                                 |
|  | \| \| Argentinosaurus \| \| \| \| \| \| Patagotitan \| \| \| \| |
|  |                                                                 |
|  | Argentinosaurus                                                 |
|  |                                                                 |
|  | Patagotitan                                                     |
|  |                                                                 |

|  | Argentinosaurus |
|  |                 |
|  | Patagotitan     |
|  |                 |

|  | Futalognkosaurus |
|  |                  |
|  | Quetecsaurus     |
|  |                  |

|  | Puertasaurus                                                    |
|  |                                                                 |
|  | Drusilasaura                                                    |
|  |                                                                 |
|  | \| \| Argentinosaurus \| \| \| \| \| \| Patagotitan \| \| \| \| |
|  |                                                                 |
|  | Argentinosaurus                                                 |
|  |                                                                 |
|  | Patagotitan                                                     |
|  |                                                                 |

|  | Argentinosaurus |
|  |                 |
|  | Patagotitan     |
|  |                 |

|  | Futalognkosaurus |
|  |                  |
|  | Quetecsaurus     |
|  |                  |

|  | Puertasaurus                                                    |
|  |                                                                 |
|  | Drusilasaura                                                    |
|  |                                                                 |
|  | \| \| Argentinosaurus \| \| \| \| \| \| Patagotitan \| \| \| \| |
|  |                                                                 |
|  | Argentinosaurus                                                 |
|  |                                                                 |
|  | Patagotitan                                                     |
|  |                                                                 |

|  | Argentinosaurus |
|  |                 |
|  | Patagotitan     |
|  |                 |

|  | Futalognkosaurus |
|  |                  |
|  | Quetecsaurus     |
|  |                  |

|  | Puertasaurus                                                    |
|  |                                                                 |
|  | Drusilasaura                                                    |
|  |                                                                 |
|  | \| \| Argentinosaurus \| \| \| \| \| \| Patagotitan \| \| \| \| |
|  |                                                                 |
|  | Argentinosaurus                                                 |
|  |                                                                 |
|  | Patagotitan                                                     |
|  |                                                                 |

|  | Argentinosaurus |
|  |                 |
|  | Patagotitan     |
|  |                 |

|  | Futalognkosaurus |
|  |                  |
|  | Quetecsaurus     |
|  |                  |

|  | Puertasaurus                                                    |
|  |                                                                 |
|  | Drusilasaura                                                    |
|  |                                                                 |
|  | \| \| Argentinosaurus \| \| \| \| \| \| Patagotitan \| \| \| \| |
|  |                                                                 |
|  | Argentinosaurus                                                 |
|  |                                                                 |
|  | Patagotitan                                                     |
|  |                                                                 |

|  | Argentinosaurus |
|  |                 |
|  | Patagotitan     |
|  |                 |

|  | Futalognkosaurus |
|  |                  |
|  | Quetecsaurus     |
|  |                  |

|  | Puertasaurus                                                    |
|  |                                                                 |
|  | Drusilasaura                                                    |
|  |                                                                 |
|  | \| \| Argentinosaurus \| \| \| \| \| \| Patagotitan \| \| \| \| |
|  |                                                                 |
|  | Argentinosaurus                                                 |
|  |                                                                 |
|  | Patagotitan                                                     |
|  |                                                                 |

|  | Argentinosaurus |
|  |                 |
|  | Patagotitan     |
|  |                 |

|  | Futalognkosaurus |
|  |                  |
|  | Quetecsaurus     |
|  |                  |

|  | Puertasaurus                                                    |
|  |                                                                 |
|  | Drusilasaura                                                    |
|  |                                                                 |
|  | \| \| Argentinosaurus \| \| \| \| \| \| Patagotitan \| \| \| \| |
|  |                                                                 |
|  | Argentinosaurus                                                 |
|  |                                                                 |
|  | Patagotitan                                                     |
|  |                                                                 |

|  | Argentinosaurus |
|  |                 |
|  | Patagotitan     |
|  |                 |

|  | Futalognkosaurus |
|  |                  |
|  | Quetecsaurus     |
|  |                  |

|  | Puertasaurus                                                    |
|  |                                                                 |
|  | Drusilasaura                                                    |
|  |                                                                 |
|  | \| \| Argentinosaurus \| \| \| \| \| \| Patagotitan \| \| \| \| |
|  |                                                                 |
|  | Argentinosaurus                                                 |
|  |                                                                 |
|  | Patagotitan                                                     |
|  |                                                                 |

|  | Argentinosaurus |
|  |                 |
|  | Patagotitan     |
|  |                 |

|  | Futalognkosaurus |
|  |                  |
|  | Quetecsaurus     |
|  |                  |

|  | Puertasaurus                                                    |
|  |                                                                 |
|  | Drusilasaura                                                    |
|  |                                                                 |
|  | \| \| Argentinosaurus \| \| \| \| \| \| Patagotitan \| \| \| \| |
|  |                                                                 |
|  | Argentinosaurus                                                 |
|  |                                                                 |
|  | Patagotitan                                                     |
|  |                                                                 |

|  | Argentinosaurus |
|  |                 |
|  | Patagotitan     |
|  |                 |

|  | Futalognkosaurus |
|  |                  |
|  | Quetecsaurus     |
|  |                  |

|  | Puertasaurus                                                    |
|  |                                                                 |
|  | Drusilasaura                                                    |
|  |                                                                 |
|  | \| \| Argentinosaurus \| \| \| \| \| \| Patagotitan \| \| \| \| |
|  |                                                                 |
|  | Argentinosaurus                                                 |
|  |                                                                 |
|  | Patagotitan                                                     |
|  |                                                                 |

|  | Argentinosaurus |
|  |                 |
|  | Patagotitan     |
|  |                 |

|  | Futalognkosaurus |
|  |                  |
|  | Quetecsaurus     |
|  |                  |

|  | Puertasaurus                                                    |
|  |                                                                 |
|  | Drusilasaura                                                    |
|  |                                                                 |
|  | \| \| Argentinosaurus \| \| \| \| \| \| Patagotitan \| \| \| \| |
|  |                                                                 |
|  | Argentinosaurus                                                 |
|  |                                                                 |
|  | Patagotitan                                                     |
|  |                                                                 |

|  | Argentinosaurus |
|  |                 |
|  | Patagotitan     |
|  |                 |

|  | Futalognkosaurus |
|  |                  |
|  | Quetecsaurus     |
|  |                  |

|  | Puertasaurus                                                    |
|  |                                                                 |
|  | Drusilasaura                                                    |
|  |                                                                 |
|  | \| \| Argentinosaurus \| \| \| \| \| \| Patagotitan \| \| \| \| |
|  |                                                                 |
|  | Argentinosaurus                                                 |
|  |                                                                 |
|  | Patagotitan                                                     |
|  |                                                                 |

|  | Argentinosaurus |
|  |                 |
|  | Patagotitan     |
|  |                 |

|  | Futalognkosaurus |
|  |                  |
|  | Quetecsaurus     |
|  |                  |

|  | Puertasaurus                                                    |
|  |                                                                 |
|  | Drusilasaura                                                    |
|  |                                                                 |
|  | \| \| Argentinosaurus \| \| \| \| \| \| Patagotitan \| \| \| \| |
|  |                                                                 |
|  | Argentinosaurus                                                 |
|  |                                                                 |
|  | Patagotitan                                                     |
|  |                                                                 |

|  | Argentinosaurus |
|  |                 |
|  | Patagotitan     |
|  |                 |

|  | Futalognkosaurus |
|  |                  |
|  | Quetecsaurus     |
|  |                  |

|  | Puertasaurus                                                    |
|  |                                                                 |
|  | Drusilasaura                                                    |
|  |                                                                 |
|  | \| \| Argentinosaurus \| \| \| \| \| \| Patagotitan \| \| \| \| |
|  |                                                                 |
|  | Argentinosaurus                                                 |
|  |                                                                 |
|  | Patagotitan                                                     |
|  |                                                                 |

|  | Argentinosaurus |
|  |                 |
|  | Patagotitan     |
|  |                 |

|  | Rapetosaurus                                               |
|  |                                                            |
|  | \| \| Isisaurus \| \| \| \| \| \| Tapuiasaurus \| \| \| \| |
|  |                                                            |
|  | Isisaurus                                                  |
|  |                                                            |
|  | Tapuiasaurus                                               |
|  |                                                            |

|  | Isisaurus    |
|  |              |
|  | Tapuiasaurus |
|  |              |

|  | Rapetosaurus                                               |
|  |                                                            |
|  | \| \| Isisaurus \| \| \| \| \| \| Tapuiasaurus \| \| \| \| |
|  |                                                            |
|  | Isisaurus                                                  |
|  |                                                            |
|  | Tapuiasaurus                                               |
|  |                                                            |

|  | Isisaurus    |
|  |              |
|  | Tapuiasaurus |
|  |              |

|  | Rapetosaurus                                               |
|  |                                                            |
|  | \| \| Isisaurus \| \| \| \| \| \| Tapuiasaurus \| \| \| \| |
|  |                                                            |
|  | Isisaurus                                                  |
|  |                                                            |
|  | Tapuiasaurus                                               |
|  |                                                            |

|  | Isisaurus    |
|  |              |
|  | Tapuiasaurus |
|  |              |

|  | Rapetosaurus                                               |
|  |                                                            |
|  | \| \| Isisaurus \| \| \| \| \| \| Tapuiasaurus \| \| \| \| |
|  |                                                            |
|  | Isisaurus                                                  |
|  |                                                            |
|  | Tapuiasaurus                                               |
|  |                                                            |

|  | Isisaurus    |
|  |              |
|  | Tapuiasaurus |
|  |              |

|  | Rapetosaurus                                               |
|  |                                                            |
|  | \| \| Isisaurus \| \| \| \| \| \| Tapuiasaurus \| \| \| \| |
|  |                                                            |
|  | Isisaurus                                                  |
|  |                                                            |
|  | Tapuiasaurus                                               |
|  |                                                            |

|  | Isisaurus    |
|  |              |
|  | Tapuiasaurus |
|  |              |

|  | Rapetosaurus                                               |
|  |                                                            |
|  | \| \| Isisaurus \| \| \| \| \| \| Tapuiasaurus \| \| \| \| |
|  |                                                            |
|  | Isisaurus                                                  |
|  |                                                            |
|  | Tapuiasaurus                                               |
|  |                                                            |

|  | Isisaurus    |
|  |              |
|  | Tapuiasaurus |
|  |              |

|  | Rapetosaurus                                               |
|  |                                                            |
|  | \| \| Isisaurus \| \| \| \| \| \| Tapuiasaurus \| \| \| \| |
|  |                                                            |
|  | Isisaurus                                                  |
|  |                                                            |
|  | Tapuiasaurus                                               |
|  |                                                            |

|  | Isisaurus    |
|  |              |
|  | Tapuiasaurus |
|  |              |

|  | Rapetosaurus                                               |
|  |                                                            |
|  | \| \| Isisaurus \| \| \| \| \| \| Tapuiasaurus \| \| \| \| |
|  |                                                            |
|  | Isisaurus                                                  |
|  |                                                            |
|  | Tapuiasaurus                                               |
|  |                                                            |

|  | Isisaurus    |
|  |              |
|  | Tapuiasaurus |
|  |              |

|  | Rapetosaurus                                               |
|  |                                                            |
|  | \| \| Isisaurus \| \| \| \| \| \| Tapuiasaurus \| \| \| \| |
|  |                                                            |
|  | Isisaurus                                                  |
|  |                                                            |
|  | Tapuiasaurus                                               |
|  |                                                            |

|  | Isisaurus    |
|  |              |
|  | Tapuiasaurus |
|  |              |

|  | Rapetosaurus                                               |
|  |                                                            |
|  | \| \| Isisaurus \| \| \| \| \| \| Tapuiasaurus \| \| \| \| |
|  |                                                            |
|  | Isisaurus                                                  |
|  |                                                            |
|  | Tapuiasaurus                                               |
|  |                                                            |

|  | Isisaurus    |
|  |              |
|  | Tapuiasaurus |
|  |              |

|  | Rapetosaurus                                               |
|  |                                                            |
|  | \| \| Isisaurus \| \| \| \| \| \| Tapuiasaurus \| \| \| \| |
|  |                                                            |
|  | Isisaurus                                                  |
|  |                                                            |
|  | Tapuiasaurus                                               |
|  |                                                            |

|  | Isisaurus    |
|  |              |
|  | Tapuiasaurus |
|  |              |

|  | Rapetosaurus                                               |
|  |                                                            |
|  | \| \| Isisaurus \| \| \| \| \| \| Tapuiasaurus \| \| \| \| |
|  |                                                            |
|  | Isisaurus                                                  |
|  |                                                            |
|  | Tapuiasaurus                                               |
|  |                                                            |

|  | Isisaurus    |
|  |              |
|  | Tapuiasaurus |
|  |              |

|  | Rapetosaurus                                               |
|  |                                                            |
|  | \| \| Isisaurus \| \| \| \| \| \| Tapuiasaurus \| \| \| \| |
|  |                                                            |
|  | Isisaurus                                                  |
|  |                                                            |
|  | Tapuiasaurus                                               |
|  |                                                            |

|  | Isisaurus    |
|  |              |
|  | Tapuiasaurus |
|  |              |

|  | Rapetosaurus                                               |
|  |                                                            |
|  | \| \| Isisaurus \| \| \| \| \| \| Tapuiasaurus \| \| \| \| |
|  |                                                            |
|  | Isisaurus                                                  |
|  |                                                            |
|  | Tapuiasaurus                                               |
|  |                                                            |

|  | Isisaurus    |
|  |              |
|  | Tapuiasaurus |
|  |              |

|  | Rapetosaurus                                               |
|  |                                                            |
|  | \| \| Isisaurus \| \| \| \| \| \| Tapuiasaurus \| \| \| \| |
|  |                                                            |
|  | Isisaurus                                                  |
|  |                                                            |
|  | Tapuiasaurus                                               |
|  |                                                            |

|  | Isisaurus    |
|  |              |
|  | Tapuiasaurus |
|  |              |

|  | Rapetosaurus                                               |
|  |                                                            |
|  | \| \| Isisaurus \| \| \| \| \| \| Tapuiasaurus \| \| \| \| |
|  |                                                            |
|  | Isisaurus                                                  |
|  |                                                            |
|  | Tapuiasaurus                                               |
|  |                                                            |

|  | Isisaurus    |
|  |              |
|  | Tapuiasaurus |
|  |              |

|  | Muyelensaurus                                               |
|  |                                                             |
|  | \| \| Aeolosaurus \| \| \| \| \| \| Overosaurus \| \| \| \| |
|  |                                                             |
|  | Aeolosaurus                                                 |
|  |                                                             |
|  | Overosaurus                                                 |
|  |                                                             |

|  | Aeolosaurus |
|  |             |
|  | Overosaurus |
|  |             |

|  | Muyelensaurus                                               |
|  |                                                             |
|  | \| \| Aeolosaurus \| \| \| \| \| \| Overosaurus \| \| \| \| |
|  |                                                             |
|  | Aeolosaurus                                                 |
|  |                                                             |
|  | Overosaurus                                                 |
|  |                                                             |

|  | Aeolosaurus |
|  |             |
|  | Overosaurus |
|  |             |

|  | Futalognkosaurus |
|  |                  |
|  | Quetecsaurus     |
|  |                  |

|  | Puertasaurus                                                    |
|  |                                                                 |
|  | Drusilasaura                                                    |
|  |                                                                 |
|  | \| \| Argentinosaurus \| \| \| \| \| \| Patagotitan \| \| \| \| |
|  |                                                                 |
|  | Argentinosaurus                                                 |
|  |                                                                 |
|  | Patagotitan                                                     |
|  |                                                                 |

|  | Argentinosaurus |
|  |                 |
|  | Patagotitan     |
|  |                 |

|  | Futalognkosaurus |
|  |                  |
|  | Quetecsaurus     |
|  |                  |

|  | Puertasaurus                                                    |
|  |                                                                 |
|  | Drusilasaura                                                    |
|  |                                                                 |
|  | \| \| Argentinosaurus \| \| \| \| \| \| Patagotitan \| \| \| \| |
|  |                                                                 |
|  | Argentinosaurus                                                 |
|  |                                                                 |
|  | Patagotitan                                                     |
|  |                                                                 |

|  | Argentinosaurus |
|  |                 |
|  | Patagotitan     |
|  |                 |

|  | Futalognkosaurus |
|  |                  |
|  | Quetecsaurus     |
|  |                  |

|  | Puertasaurus                                                    |
|  |                                                                 |
|  | Drusilasaura                                                    |
|  |                                                                 |
|  | \| \| Argentinosaurus \| \| \| \| \| \| Patagotitan \| \| \| \| |
|  |                                                                 |
|  | Argentinosaurus                                                 |
|  |                                                                 |
|  | Patagotitan                                                     |
|  |                                                                 |

|  | Argentinosaurus |
|  |                 |
|  | Patagotitan     |
|  |                 |

|  | Futalognkosaurus |
|  |                  |
|  | Quetecsaurus     |
|  |                  |

|  | Puertasaurus                                                    |
|  |                                                                 |
|  | Drusilasaura                                                    |
|  |                                                                 |
|  | \| \| Argentinosaurus \| \| \| \| \| \| Patagotitan \| \| \| \| |
|  |                                                                 |
|  | Argentinosaurus                                                 |
|  |                                                                 |
|  | Patagotitan                                                     |
|  |                                                                 |

|  | Argentinosaurus |
|  |                 |
|  | Patagotitan     |
|  |                 |

|  | Futalognkosaurus |
|  |                  |
|  | Quetecsaurus     |
|  |                  |

|  | Puertasaurus                                                    |
|  |                                                                 |
|  | Drusilasaura                                                    |
|  |                                                                 |
|  | \| \| Argentinosaurus \| \| \| \| \| \| Patagotitan \| \| \| \| |
|  |                                                                 |
|  | Argentinosaurus                                                 |
|  |                                                                 |
|  | Patagotitan                                                     |
|  |                                                                 |

|  | Argentinosaurus |
|  |                 |
|  | Patagotitan     |
|  |                 |

|  | Futalognkosaurus |
|  |                  |
|  | Quetecsaurus     |
|  |                  |

|  | Puertasaurus                                                    |
|  |                                                                 |
|  | Drusilasaura                                                    |
|  |                                                                 |
|  | \| \| Argentinosaurus \| \| \| \| \| \| Patagotitan \| \| \| \| |
|  |                                                                 |
|  | Argentinosaurus                                                 |
|  |                                                                 |
|  | Patagotitan                                                     |
|  |                                                                 |

|  | Argentinosaurus |
|  |                 |
|  | Patagotitan     |
|  |                 |

|  | Futalognkosaurus |
|  |                  |
|  | Quetecsaurus     |
|  |                  |

|  | Puertasaurus                                                    |
|  |                                                                 |
|  | Drusilasaura                                                    |
|  |                                                                 |
|  | \| \| Argentinosaurus \| \| \| \| \| \| Patagotitan \| \| \| \| |
|  |                                                                 |
|  | Argentinosaurus                                                 |
|  |                                                                 |
|  | Patagotitan                                                     |
|  |                                                                 |

|  | Argentinosaurus |
|  |                 |
|  | Patagotitan     |
|  |                 |

|  | Futalognkosaurus |
|  |                  |
|  | Quetecsaurus     |
|  |                  |

|  | Puertasaurus                                                    |
|  |                                                                 |
|  | Drusilasaura                                                    |
|  |                                                                 |
|  | \| \| Argentinosaurus \| \| \| \| \| \| Patagotitan \| \| \| \| |
|  |                                                                 |
|  | Argentinosaurus                                                 |
|  |                                                                 |
|  | Patagotitan                                                     |
|  |                                                                 |

|  | Argentinosaurus |
|  |                 |
|  | Patagotitan     |
|  |                 |

|  | Futalognkosaurus |
|  |                  |
|  | Quetecsaurus     |
|  |                  |

|  | Puertasaurus                                                    |
|  |                                                                 |
|  | Drusilasaura                                                    |
|  |                                                                 |
|  | \| \| Argentinosaurus \| \| \| \| \| \| Patagotitan \| \| \| \| |
|  |                                                                 |
|  | Argentinosaurus                                                 |
|  |                                                                 |
|  | Patagotitan                                                     |
|  |                                                                 |

|  | Argentinosaurus |
|  |                 |
|  | Patagotitan     |
|  |                 |

|  | Futalognkosaurus |
|  |                  |
|  | Quetecsaurus     |
|  |                  |

|  | Puertasaurus                                                    |
|  |                                                                 |
|  | Drusilasaura                                                    |
|  |                                                                 |
|  | \| \| Argentinosaurus \| \| \| \| \| \| Patagotitan \| \| \| \| |
|  |                                                                 |
|  | Argentinosaurus                                                 |
|  |                                                                 |
|  | Patagotitan                                                     |
|  |                                                                 |

|  | Argentinosaurus |
|  |                 |
|  | Patagotitan     |
|  |                 |

|  | Futalognkosaurus |
|  |                  |
|  | Quetecsaurus     |
|  |                  |

|  | Puertasaurus                                                    |
|  |                                                                 |
|  | Drusilasaura                                                    |
|  |                                                                 |
|  | \| \| Argentinosaurus \| \| \| \| \| \| Patagotitan \| \| \| \| |
|  |                                                                 |
|  | Argentinosaurus                                                 |
|  |                                                                 |
|  | Patagotitan                                                     |
|  |                                                                 |

|  | Argentinosaurus |
|  |                 |
|  | Patagotitan     |
|  |                 |

|  | Futalognkosaurus |
|  |                  |
|  | Quetecsaurus     |
|  |                  |

|  | Puertasaurus                                                    |
|  |                                                                 |
|  | Drusilasaura                                                    |
|  |                                                                 |
|  | \| \| Argentinosaurus \| \| \| \| \| \| Patagotitan \| \| \| \| |
|  |                                                                 |
|  | Argentinosaurus                                                 |
|  |                                                                 |
|  | Patagotitan                                                     |
|  |                                                                 |

|  | Argentinosaurus |
|  |                 |
|  | Patagotitan     |
|  |                 |

|  | Futalognkosaurus |
|  |                  |
|  | Quetecsaurus     |
|  |                  |

|  | Puertasaurus                                                    |
|  |                                                                 |
|  | Drusilasaura                                                    |
|  |                                                                 |
|  | \| \| Argentinosaurus \| \| \| \| \| \| Patagotitan \| \| \| \| |
|  |                                                                 |
|  | Argentinosaurus                                                 |
|  |                                                                 |
|  | Patagotitan                                                     |
|  |                                                                 |

|  | Argentinosaurus |
|  |                 |
|  | Patagotitan     |
|  |                 |

|  | Futalognkosaurus |
|  |                  |
|  | Quetecsaurus     |
|  |                  |

|  | Puertasaurus                                                    |
|  |                                                                 |
|  | Drusilasaura                                                    |
|  |                                                                 |
|  | \| \| Argentinosaurus \| \| \| \| \| \| Patagotitan \| \| \| \| |
|  |                                                                 |
|  | Argentinosaurus                                                 |
|  |                                                                 |
|  | Patagotitan                                                     |
|  |                                                                 |

|  | Argentinosaurus |
|  |                 |
|  | Patagotitan     |
|  |                 |

|  | Futalognkosaurus |
|  |                  |
|  | Quetecsaurus     |
|  |                  |

|  | Puertasaurus                                                    |
|  |                                                                 |
|  | Drusilasaura                                                    |
|  |                                                                 |
|  | \| \| Argentinosaurus \| \| \| \| \| \| Patagotitan \| \| \| \| |
|  |                                                                 |
|  | Argentinosaurus                                                 |
|  |                                                                 |
|  | Patagotitan                                                     |
|  |                                                                 |

|  | Argentinosaurus |
|  |                 |
|  | Patagotitan     |
|  |                 |

|  | Futalognkosaurus |
|  |                  |
|  | Quetecsaurus     |
|  |                  |

|  | Puertasaurus                                                    |
|  |                                                                 |
|  | Drusilasaura                                                    |
|  |                                                                 |
|  | \| \| Argentinosaurus \| \| \| \| \| \| Patagotitan \| \| \| \| |
|  |                                                                 |
|  | Argentinosaurus                                                 |
|  |                                                                 |
|  | Patagotitan                                                     |
|  |                                                                 |

|  | Argentinosaurus |
|  |                 |
|  | Patagotitan     |
|  |                 |

|  | Muyelensaurus                                               |
|  |                                                             |
|  | \| \| Aeolosaurus \| \| \| \| \| \| Overosaurus \| \| \| \| |
|  |                                                             |
|  | Aeolosaurus                                                 |
|  |                                                             |
|  | Overosaurus                                                 |
|  |                                                             |

|  | Aeolosaurus |
|  |             |
|  | Overosaurus |
|  |             |

|  | Muyelensaurus                                               |
|  |                                                             |
|  | \| \| Aeolosaurus \| \| \| \| \| \| Overosaurus \| \| \| \| |
|  |                                                             |
|  | Aeolosaurus                                                 |
|  |                                                             |
|  | Overosaurus                                                 |
|  |                                                             |

|  | Aeolosaurus |
|  |             |
|  | Overosaurus |
|  |             |

|  | Futalognkosaurus |
|  |                  |
|  | Quetecsaurus     |
|  |                  |

|  | Puertasaurus                                                    |
|  |                                                                 |
|  | Drusilasaura                                                    |
|  |                                                                 |
|  | \| \| Argentinosaurus \| \| \| \| \| \| Patagotitan \| \| \| \| |
|  |                                                                 |
|  | Argentinosaurus                                                 |
|  |                                                                 |
|  | Patagotitan                                                     |
|  |                                                                 |

|  | Argentinosaurus |
|  |                 |
|  | Patagotitan     |
|  |                 |

|  | Futalognkosaurus |
|  |                  |
|  | Quetecsaurus     |
|  |                  |

|  | Puertasaurus                                                    |
|  |                                                                 |
|  | Drusilasaura                                                    |
|  |                                                                 |
|  | \| \| Argentinosaurus \| \| \| \| \| \| Patagotitan \| \| \| \| |
|  |                                                                 |
|  | Argentinosaurus                                                 |
|  |                                                                 |
|  | Patagotitan                                                     |
|  |                                                                 |

|  | Argentinosaurus |
|  |                 |
|  | Patagotitan     |
|  |                 |

|  | Futalognkosaurus |
|  |                  |
|  | Quetecsaurus     |
|  |                  |

|  | Puertasaurus                                                    |
|  |                                                                 |
|  | Drusilasaura                                                    |
|  |                                                                 |
|  | \| \| Argentinosaurus \| \| \| \| \| \| Patagotitan \| \| \| \| |
|  |                                                                 |
|  | Argentinosaurus                                                 |
|  |                                                                 |
|  | Patagotitan                                                     |
|  |                                                                 |

|  | Argentinosaurus |
|  |                 |
|  | Patagotitan     |
|  |                 |

|  | Futalognkosaurus |
|  |                  |
|  | Quetecsaurus     |
|  |                  |

|  | Puertasaurus                                                    |
|  |                                                                 |
|  | Drusilasaura                                                    |
|  |                                                                 |
|  | \| \| Argentinosaurus \| \| \| \| \| \| Patagotitan \| \| \| \| |
|  |                                                                 |
|  | Argentinosaurus                                                 |
|  |                                                                 |
|  | Patagotitan                                                     |
|  |                                                                 |

|  | Argentinosaurus |
|  |                 |
|  | Patagotitan     |
|  |                 |

|  | Futalognkosaurus |
|  |                  |
|  | Quetecsaurus     |
|  |                  |

|  | Puertasaurus                                                    |
|  |                                                                 |
|  | Drusilasaura                                                    |
|  |                                                                 |
|  | \| \| Argentinosaurus \| \| \| \| \| \| Patagotitan \| \| \| \| |
|  |                                                                 |
|  | Argentinosaurus                                                 |
|  |                                                                 |
|  | Patagotitan                                                     |
|  |                                                                 |

|  | Argentinosaurus |
|  |                 |
|  | Patagotitan     |
|  |                 |

|  | Futalognkosaurus |
|  |                  |
|  | Quetecsaurus     |
|  |                  |

|  | Puertasaurus                                                    |
|  |                                                                 |
|  | Drusilasaura                                                    |
|  |                                                                 |
|  | \| \| Argentinosaurus \| \| \| \| \| \| Patagotitan \| \| \| \| |
|  |                                                                 |
|  | Argentinosaurus                                                 |
|  |                                                                 |
|  | Patagotitan                                                     |
|  |                                                                 |

|  | Argentinosaurus |
|  |                 |
|  | Patagotitan     |
|  |                 |

|  | Futalognkosaurus |
|  |                  |
|  | Quetecsaurus     |
|  |                  |

|  | Puertasaurus                                                    |
|  |                                                                 |
|  | Drusilasaura                                                    |
|  |                                                                 |
|  | \| \| Argentinosaurus \| \| \| \| \| \| Patagotitan \| \| \| \| |
|  |                                                                 |
|  | Argentinosaurus                                                 |
|  |                                                                 |
|  | Patagotitan                                                     |
|  |                                                                 |

|  | Argentinosaurus |
|  |                 |
|  | Patagotitan     |
|  |                 |

|  | Futalognkosaurus |
|  |                  |
|  | Quetecsaurus     |
|  |                  |

|  | Puertasaurus                                                    |
|  |                                                                 |
|  | Drusilasaura                                                    |
|  |                                                                 |
|  | \| \| Argentinosaurus \| \| \| \| \| \| Patagotitan \| \| \| \| |
|  |                                                                 |
|  | Argentinosaurus                                                 |
|  |                                                                 |
|  | Patagotitan                                                     |
|  |                                                                 |

|  | Argentinosaurus |
|  |                 |
|  | Patagotitan     |
|  |                 |

|  | Futalognkosaurus |
|  |                  |
|  | Quetecsaurus     |
|  |                  |

|  | Puertasaurus                                                    |
|  |                                                                 |
|  | Drusilasaura                                                    |
|  |                                                                 |
|  | \| \| Argentinosaurus \| \| \| \| \| \| Patagotitan \| \| \| \| |
|  |                                                                 |
|  | Argentinosaurus                                                 |
|  |                                                                 |
|  | Patagotitan                                                     |
|  |                                                                 |

|  | Argentinosaurus |
|  |                 |
|  | Patagotitan     |
|  |                 |

|  | Futalognkosaurus |
|  |                  |
|  | Quetecsaurus     |
|  |                  |

|  | Puertasaurus                                                    |
|  |                                                                 |
|  | Drusilasaura                                                    |
|  |                                                                 |
|  | \| \| Argentinosaurus \| \| \| \| \| \| Patagotitan \| \| \| \| |
|  |                                                                 |
|  | Argentinosaurus                                                 |
|  |                                                                 |
|  | Patagotitan                                                     |
|  |                                                                 |

|  | Argentinosaurus |
|  |                 |
|  | Patagotitan     |
|  |                 |

|  | Futalognkosaurus |
|  |                  |
|  | Quetecsaurus     |
|  |                  |

|  | Puertasaurus                                                    |
|  |                                                                 |
|  | Drusilasaura                                                    |
|  |                                                                 |
|  | \| \| Argentinosaurus \| \| \| \| \| \| Patagotitan \| \| \| \| |
|  |                                                                 |
|  | Argentinosaurus                                                 |
|  |                                                                 |
|  | Patagotitan                                                     |
|  |                                                                 |

|  | Argentinosaurus |
|  |                 |
|  | Patagotitan     |
|  |                 |

|  | Futalognkosaurus |
|  |                  |
|  | Quetecsaurus     |
|  |                  |

|  | Puertasaurus                                                    |
|  |                                                                 |
|  | Drusilasaura                                                    |
|  |                                                                 |
|  | \| \| Argentinosaurus \| \| \| \| \| \| Patagotitan \| \| \| \| |
|  |                                                                 |
|  | Argentinosaurus                                                 |
|  |                                                                 |
|  | Patagotitan                                                     |
|  |                                                                 |

|  | Argentinosaurus |
|  |                 |
|  | Patagotitan     |
|  |                 |

|  | Futalognkosaurus |
|  |                  |
|  | Quetecsaurus     |
|  |                  |

|  | Puertasaurus                                                    |
|  |                                                                 |
|  | Drusilasaura                                                    |
|  |                                                                 |
|  | \| \| Argentinosaurus \| \| \| \| \| \| Patagotitan \| \| \| \| |
|  |                                                                 |
|  | Argentinosaurus                                                 |
|  |                                                                 |
|  | Patagotitan                                                     |
|  |                                                                 |

|  | Argentinosaurus |
|  |                 |
|  | Patagotitan     |
|  |                 |

|  | Futalognkosaurus |
|  |                  |
|  | Quetecsaurus     |
|  |                  |

|  | Puertasaurus                                                    |
|  |                                                                 |
|  | Drusilasaura                                                    |
|  |                                                                 |
|  | \| \| Argentinosaurus \| \| \| \| \| \| Patagotitan \| \| \| \| |
|  |                                                                 |
|  | Argentinosaurus                                                 |
|  |                                                                 |
|  | Patagotitan                                                     |
|  |                                                                 |

|  | Argentinosaurus |
|  |                 |
|  | Patagotitan     |
|  |                 |

|  | Futalognkosaurus |
|  |                  |
|  | Quetecsaurus     |
|  |                  |

|  | Puertasaurus                                                    |
|  |                                                                 |
|  | Drusilasaura                                                    |
|  |                                                                 |
|  | \| \| Argentinosaurus \| \| \| \| \| \| Patagotitan \| \| \| \| |
|  |                                                                 |
|  | Argentinosaurus                                                 |
|  |                                                                 |
|  | Patagotitan                                                     |
|  |                                                                 |

|  | Argentinosaurus |
|  |                 |
|  | Patagotitan     |
|  |                 |

|  | Futalognkosaurus |
|  |                  |
|  | Quetecsaurus     |
|  |                  |

|  | Puertasaurus                                                    |
|  |                                                                 |
|  | Drusilasaura                                                    |
|  |                                                                 |
|  | \| \| Argentinosaurus \| \| \| \| \| \| Patagotitan \| \| \| \| |
|  |                                                                 |
|  | Argentinosaurus                                                 |
|  |                                                                 |
|  | Patagotitan                                                     |
|  |                                                                 |

|  | Argentinosaurus |
|  |                 |
|  | Patagotitan     |
|  |                 |